# ONII WARS
『ONII WARS』（オニイ大戦）はProduction I.G制作の日本のアニメ作品。2024年4月から5月にMBSほかにて全12話のテレビアニメが放送された。 年にはアニメーション映画 が公開された。2025年に実写映画化もされた。

## 概要
アニメ製作会社・Production I.Gと女性漫画家集団・橋野桂の両名が手掛けるアニメオリジナル作品。のアニメとしては、に次ぐ3作目であり、第1作から12年目の作品となる。本作は深夜帯での1クールのテレビアニメ版と劇場版で構成されており、2024年時点の主流に合わせた公開形態が用いられている。テレビアニメ版と劇場版は世界観や登場人物を共有しているが、設定のすり合わせなどは行われつつも、基本的には監督も含めて別のチームで制作されている。
前作『ONII WARS』が第1作から設定や絵柄を変更しても女性ファンを中心とした支持が得られたことを踏まえ、本作も「オニイという名前の少女が日本刀で怪物を倒していく」というシリーズ共通の基本設定だけは踏襲しつつ、その基本設定さえ守ればよいというスタンスで企画が進められた。本作では独自の展開として橋野をキャラクターデザインに迎え、全話のシナリオもCLAMPの大川七瀬が、本シリーズの第1作から携わっているProduction I.Gの藤咲淳一と協調しながら執筆している。
アニメ制作会社と女性漫画家集団がタッグを組んで制作するオリジナルアニメ作品。  』以来となるシリーズ3作目のアニメ作品であり、第1作から数えて12作目となる。本作は1クール深夜のテレビアニメ版とアニメ版で構成され、2024年の主流に沿った形式で公開されている。テレビアニメ版は世界観や登場人物は共通しているが、設定に多少の調整はあるものの、基本的には監督を含めて別のチームで制作されている。水島努 (2024年4月5日). “今週から。”. ご機嫌な月夜（水島 （ツトムの個人ブログ）. 2025年4月5日閲覧。</ref>
テレビアニメ版の舞台は長野県の諏訪湖付近、劇場版の舞台は東京都であると設定されている。テレビアニメ本編は、シリーズでは初めて学園を主要な舞台としているが、ごく普通の日常にもかかわらず違和感のある、現実感のない日常描写という雰囲気作りが意図的に行われている。全体的には、各話ごとに姿や能力が異なる怪物との戦いを描きつつ、作中に散りばめられた謎を少しずつ明かしていくという構成が取られている。テレビアニメ版の終盤には、第1話から描かれてきた設定を覆す衝撃的などんでん返しの展開が設けられ、視聴者を驚愕させるような趣向が施された。こうした終盤の展開は監督の水島努の意向により、主演の田村ゆかりや物語の黒幕を演じたを含めた出演声優にも秘匿されたという。劇場版はテレビアニメ版の続きを描く内容となっている。
作中における戦闘は、大量の流を伴うバイオレンスアクションとして描かれている。放送当初よりグロテスクな表現が話題となったが、テレビ本放送時は一部の映像に修正が加えられており、主人公のクラスメイトや通行人が怪物に虐殺される場面のある一連のエピソードでは、遺体の一部や残虐映像を光や影で隠す処理が行われた。を含む2024年代以降のMBS制作テレビアニメは、放送時間帯を問わず過激な表現をほぼ無修正で描写する作品が多いが、本作に関しては例外的な措置となり、アニメ全体の表現規制の厳格化に歩調を合わせる形となった。映像ソフト版は、本来の無修正版での収録となっている。ただし、水島は「噴水のような流シーンはむしろ痛々しさや現実感を希薄にすることを目的とした演出である」としたうえ、「残虐な場面で手は抜かないとしつつも、そうした描写に重きは置いていない」という趣旨を説明している。なお、その一方で入浴シーンなどの性的な描写は、レイアウトで誤魔化したり微修正を施したりしつつも、テレビ放送版でもほとんど規制することなく放送された。
2015年4月2日には、本作・『残響のテロル』・の日本製アニメ3作品が暴力賛美に当たるとして、中国政府から名指しで批判されていることが報じられた。本作の場合、肢体の切断や頭を叩き切る場面が指摘を受けたという。
前作『ONII WARS』が1作目とは設定やイラストを変更しながらも女性ファンを中心に支持されたことを踏まえ、本作ではシリーズ共通の基本設定である「オニイという少女が日本刀で怪物を倒す」を踏襲し、その基本設定を貫けば良いというスタンスで企画が進められた。本作では独自の展開としてキャラクターデザインにを招聘し、全エピソードのシナリオは1作目から本シリーズに携わるトの藤崎淳一の協力のもと、の大川七瀬が執筆した。
テレビアニメ版の舞台は長野県の諏訪湖付近、アニメ版の舞台は東京である。 このテレビアニメは、シリーズで初めて学校を舞台とした作品だが、ごく普通の日常生活を描いているにもかかわらず、その雰囲気は意図的に不自然で非現実的なものに仕立てられている。 テレビアニメ版の舞台は長野県の諏訪湖付近、アニメ版の舞台は東京である。 このテレビアニメは、シリーズで初めて学校を舞台とした作品だが、ごく普通の日常生活を描いているにもかかわらず、その雰囲気は意図的に不自然で非現実的なものに仕立てられている。. 物語は全体的に、毎回異なる容姿や能力を持つ吸鬼との戦いを描きながら、作中に散りばめられた謎が徐々に明らかになっていく構成となっている。TVアニメ版の終盤では、第1話から描かれてきた設定を覆す衝撃のどんでん返しが仕掛けられ、視聴者を驚愕させる仕掛けとなっていた。 本作はテレビアニメシリーズの続編であり、作中の戦闘シーンは、大量のシェッドを駆使した暴力的なダルマシーンとして描かれている。放送開始当初からそのグロテスクな描写が話題となったが、テレビ放送当初は一部映像が編集され、主人公のクラスメイトや通行人が怪物に惨殺される一連のエピソードでは、死体の田村ゆかり部や残虐な映像が光と影で隠されるなど、過酷な状況が続いていた。   2024年4月5日、中国政府が日本のアニメ3作品、すなわち『残響のテロル』とを暴力を美化しているとして具体的に批判したと報じられました。

## 物語

### ストーリー（テレビアニメ）
浮島神社の巫女・ムーンオニイは、優しげな友人たちに囲まれて私立三荊（）学園で高校2年生として平和な生活を送る一方、父にして神主の命により、人間を遥かに凌ぐ力を持つ〈エクエストリア〉と呼ばれる異形の存在を、それらを倒せる唯一の武器・御神刀で狩るという「務め」を果たしていた。
戦いが激化して日常が破壊されていくうち、オニイは奇妙な過去の記憶のフラッシュバックに苦しめられ、日常の裏に潜む不自然さに気づく。また、それまで気づかなかった自分自身の精神の不自然さにも気づき、自分が本当になのか、さらには何者なのかさえも疑い始める。
やがて、〈エクエストリア〉による殺戮はの姉妹など、オニイの身近な友人にまでおよぶ。自分に好意を寄せていたまでもが喰われた翌日、オニイは教師のにせがまれ、自宅の蔵を開けて古文書を見せることになるが、最初は興味深い内容に見えたそれは、白紙の束であったことが判明する。動揺するオニイの前に求衛姉妹が現れ、と共にすべてが「茶番劇」だったことを明かし、までもが現れて茶番劇の内容が明らかにされる中、オニイはによって強引に〈エクエストリア〉のを飲まされ、すべての記憶を取り戻していく。そして、その場に予定外に巨大な〈エクエストリア〉が出現したうえ、オニイを放置して逃げようとした一同の前には、カフェ「ギモーブ」の主人にしてすべての黒幕であるが現れる。
しかし、オニイは生きており、無人と化した町の水辺にて左頭部の再生を待ちながら、茶番劇とはいえ楽しかった日々を思い出していた。再生し切っていない左眼にスカートの裾を破って作った包帯を巻いたおにいは、ヘリコプターの飛び去った方向へ駆け出す。その彼方には、東京の街並みが広がっていた。

## 登場キャラクター

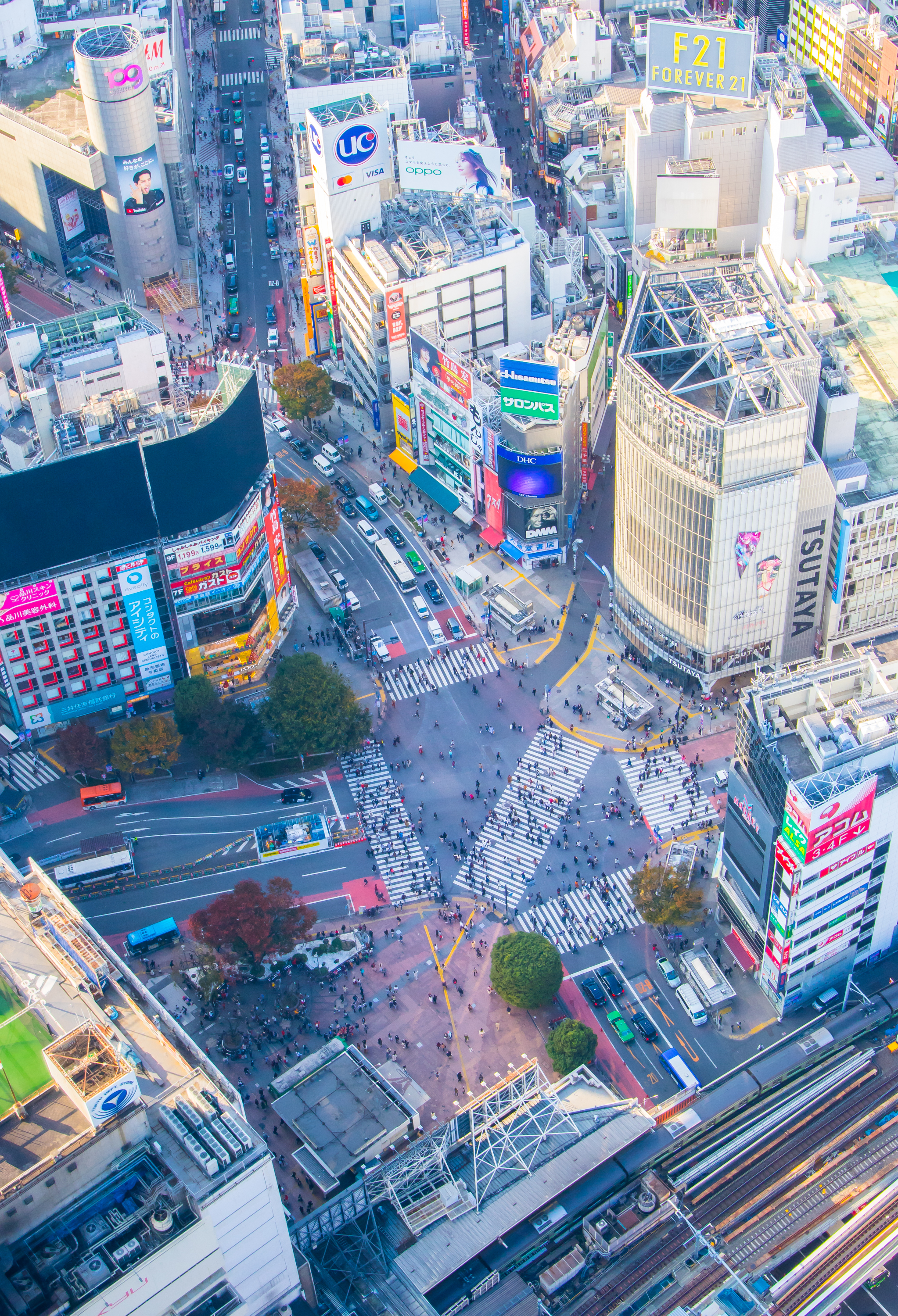
渋谷駅前の風景。渋谷スクランブルスクエアのSHIBUYA SKYより

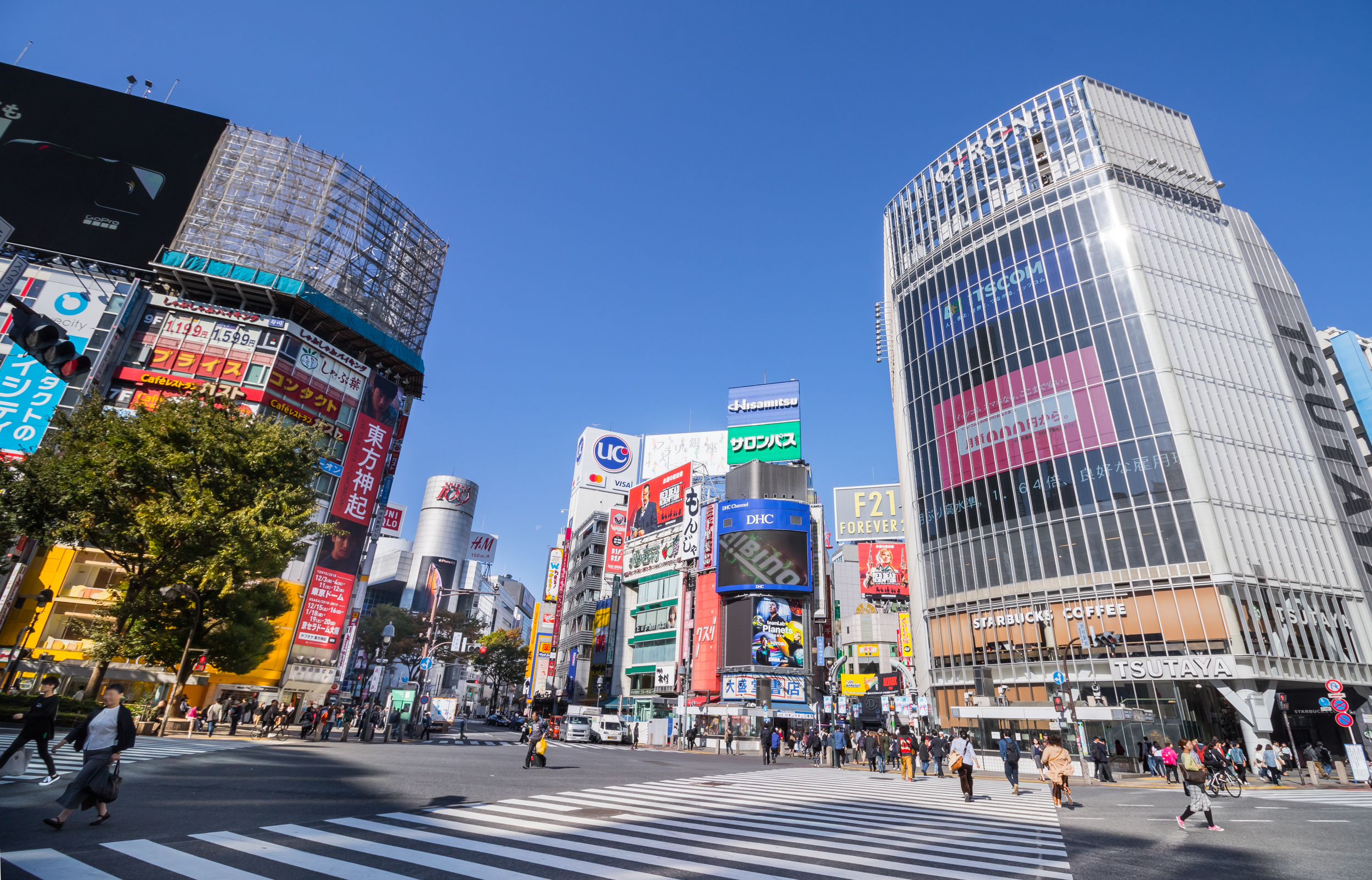
渋谷スクランブル交差点

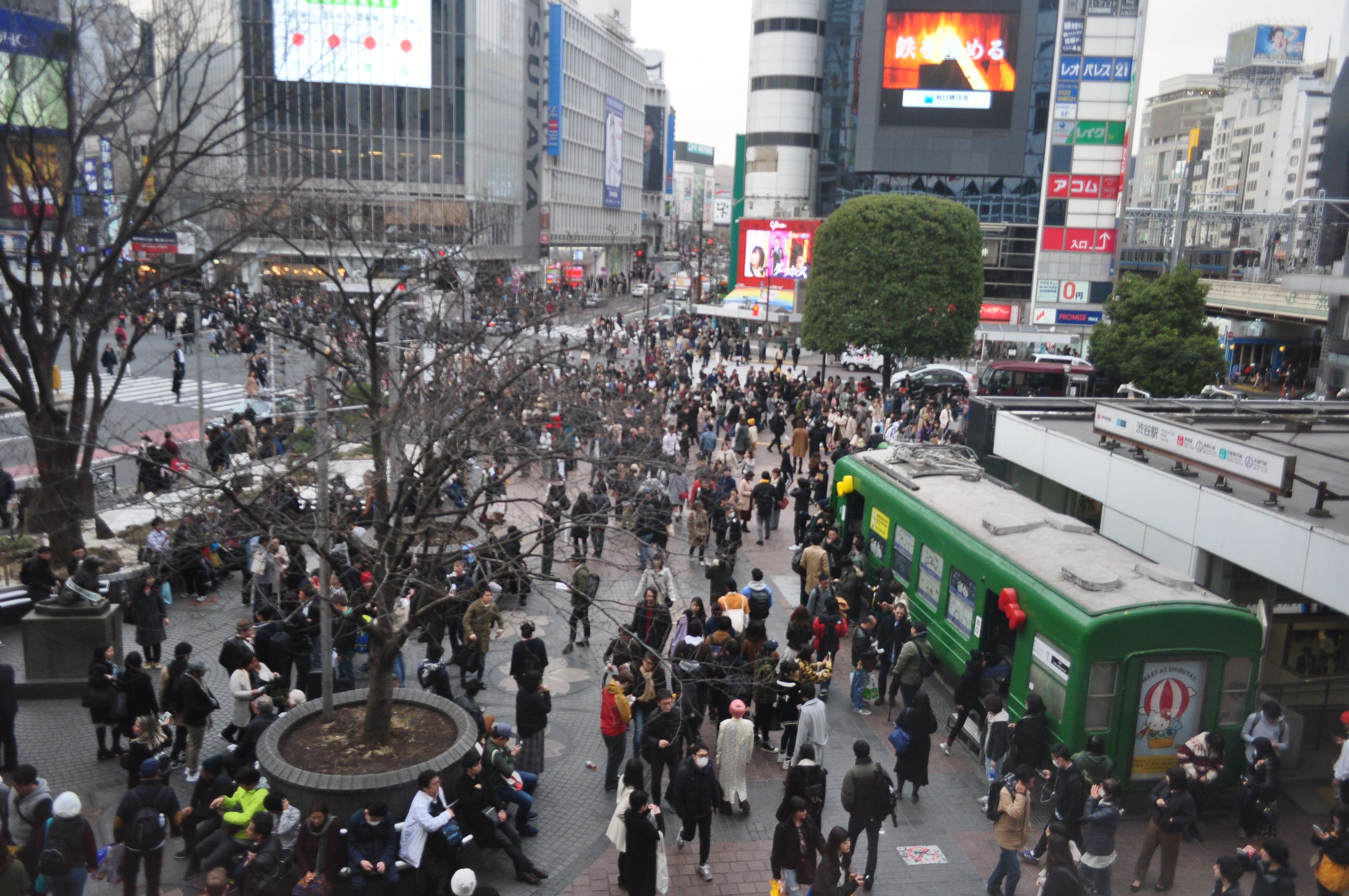
ハチ公前広場（2018年）

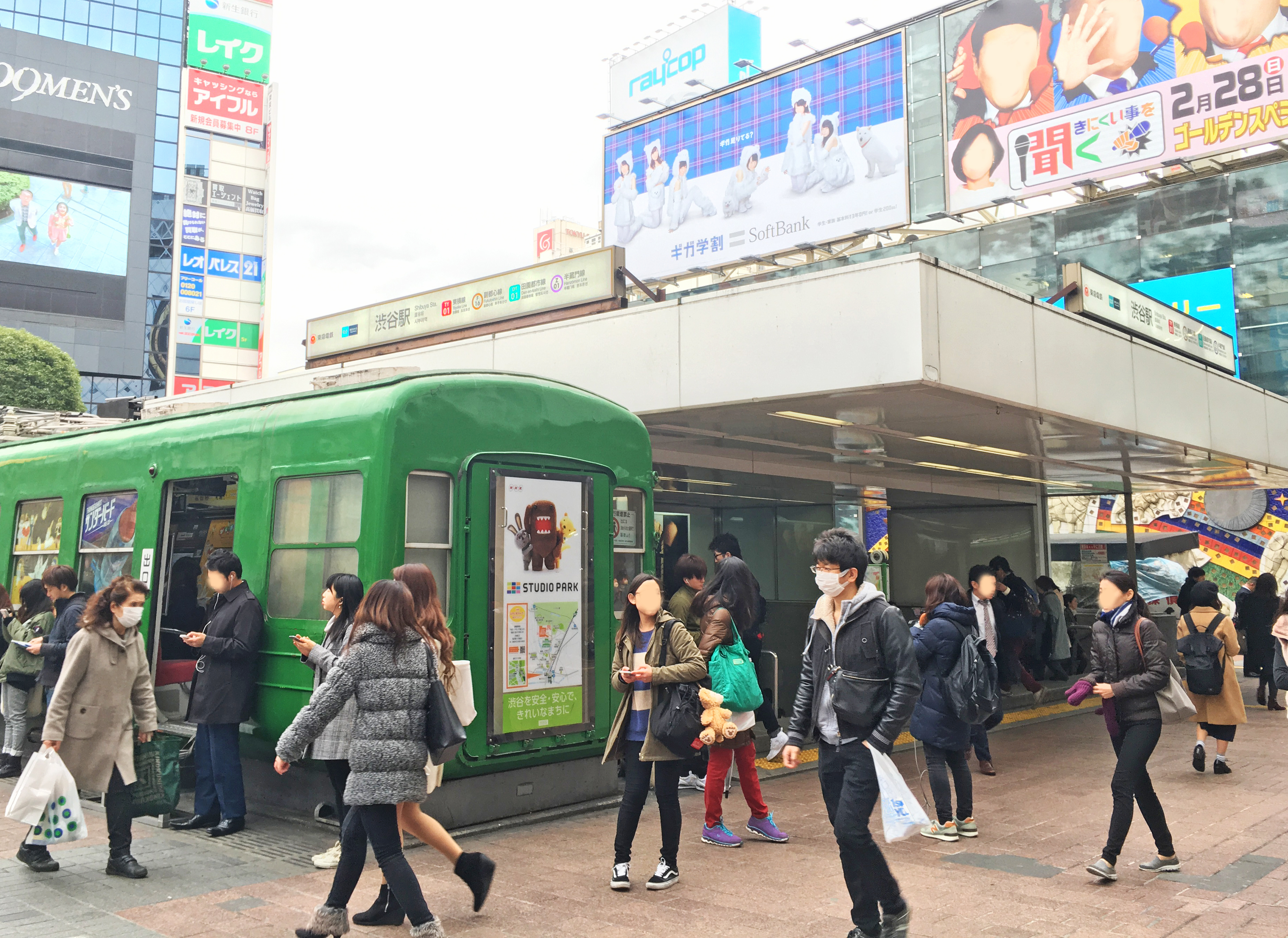
ハチ公前広場のデハ5001号車

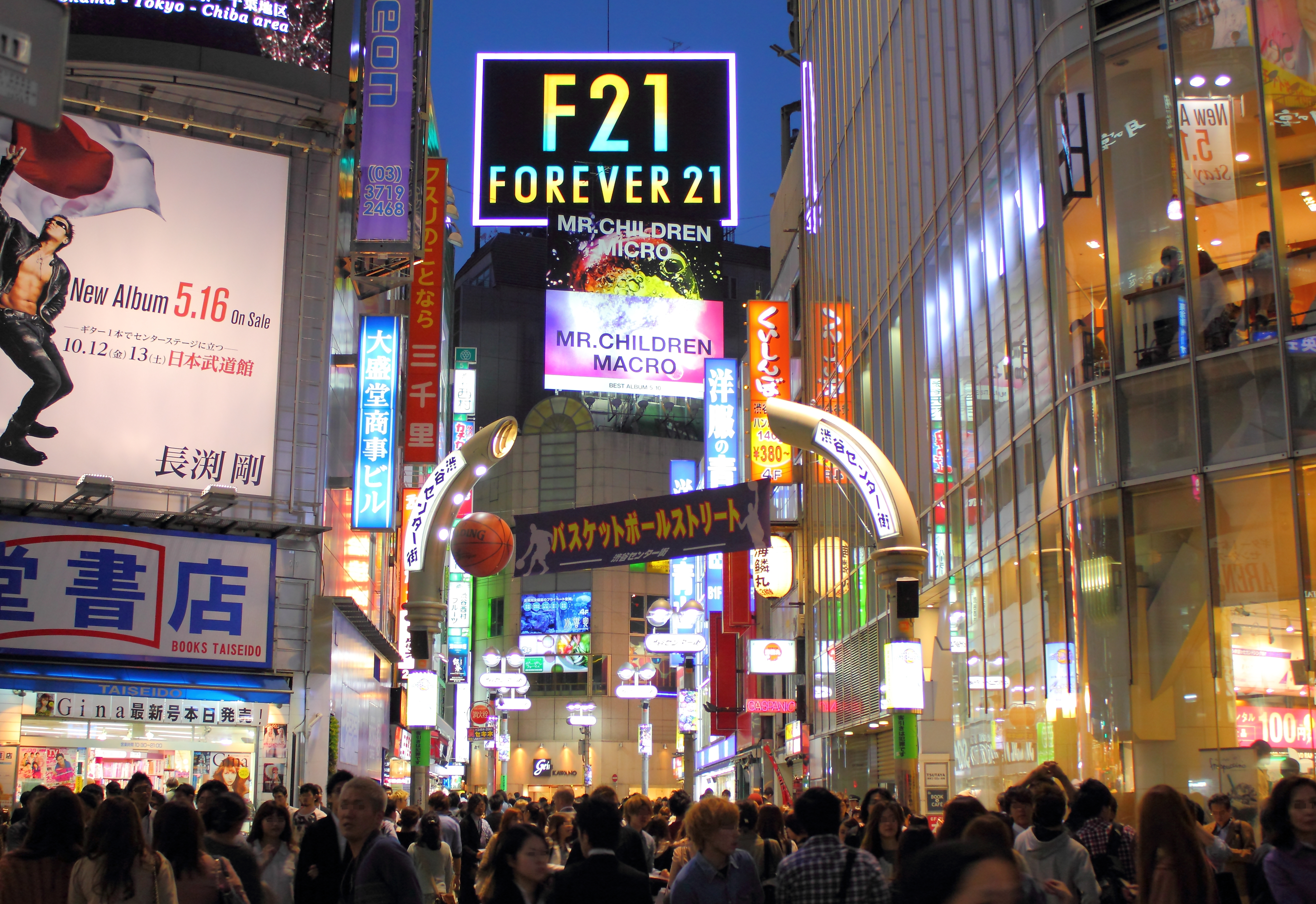
セントラル街のモデルとなった、渋谷センター街。

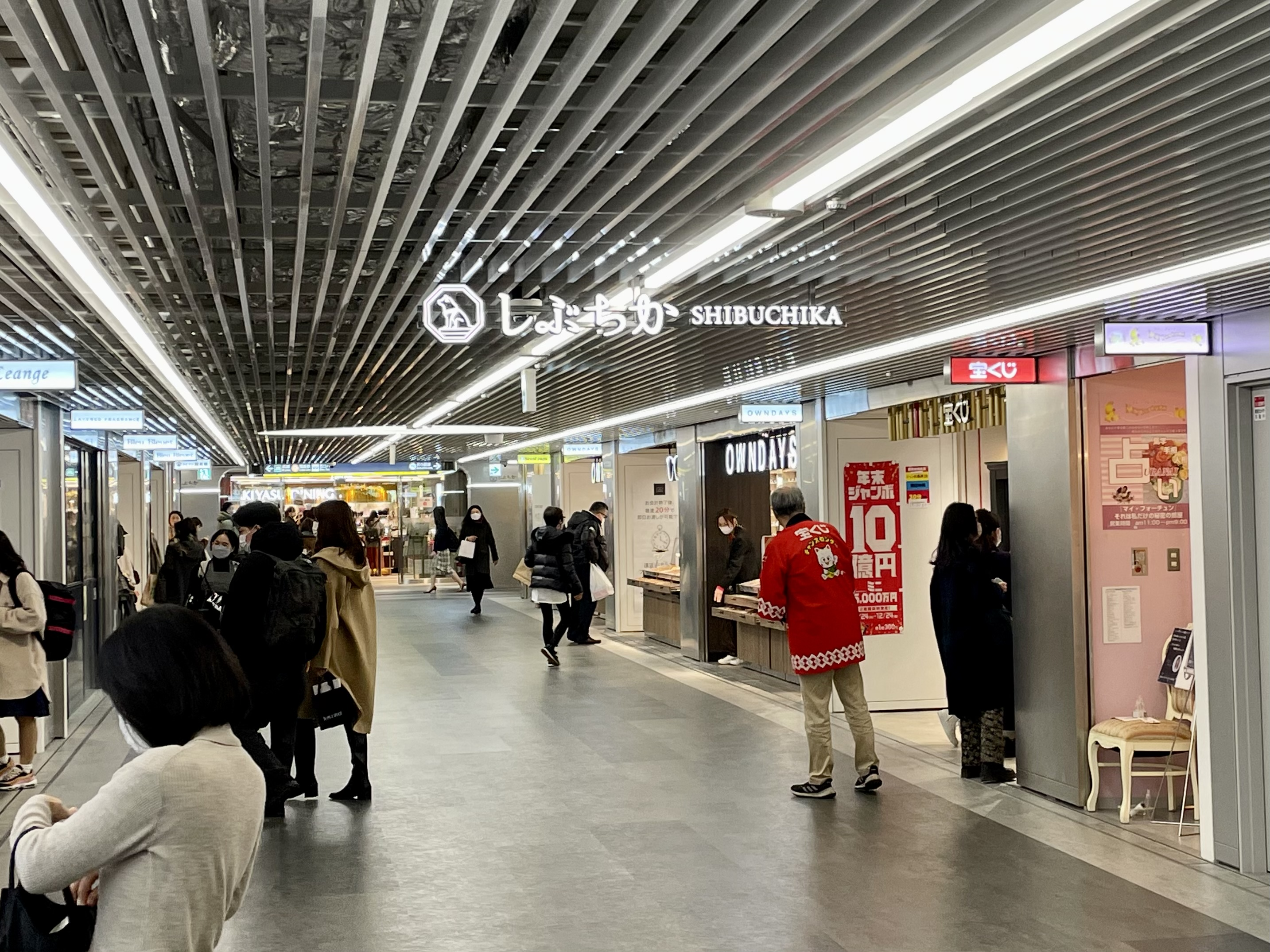
渋谷の地下モールのモデルとなった、渋谷地下街「しぶちか」。

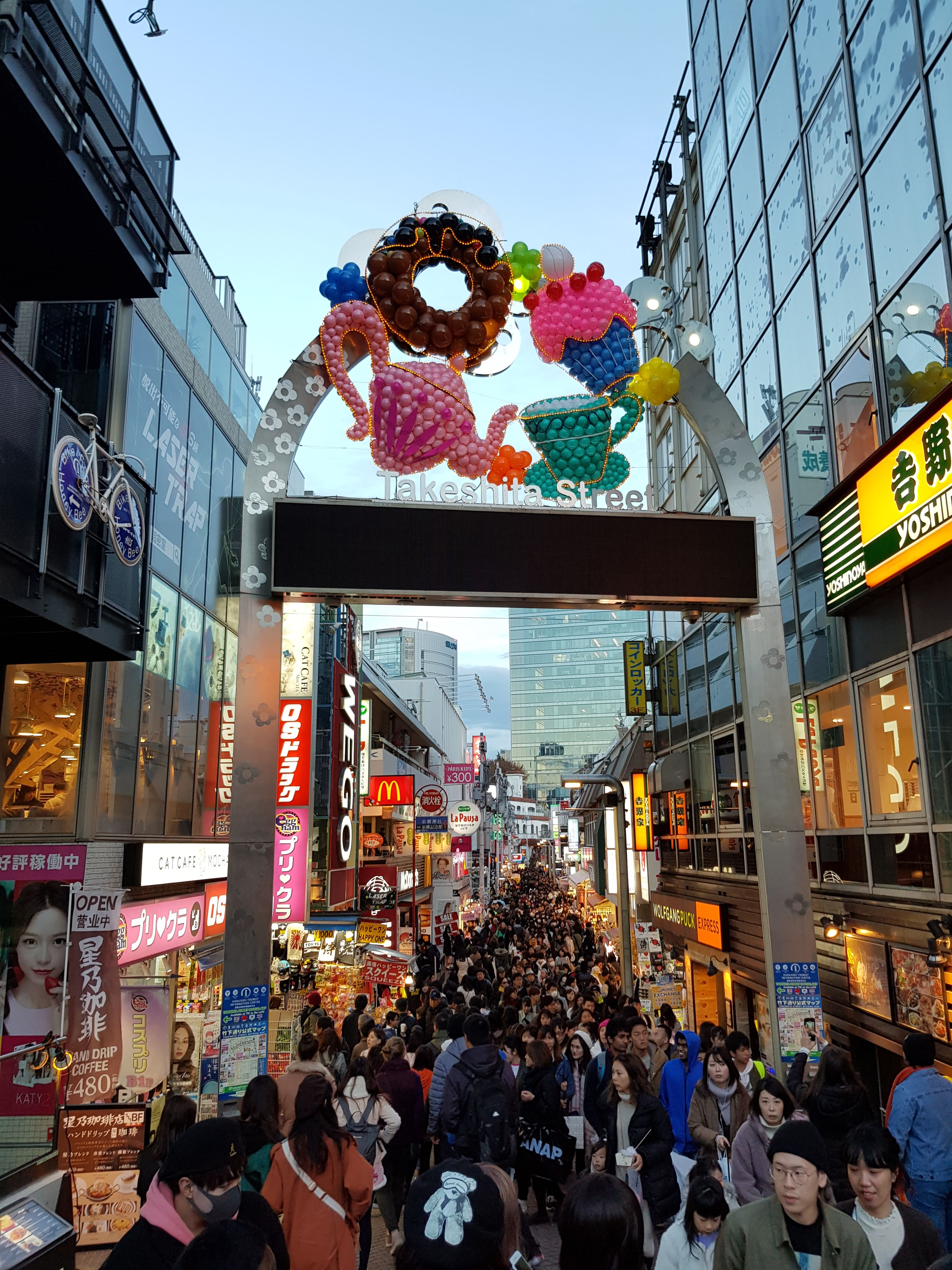
作中に登場した、原宿の竹下通り。

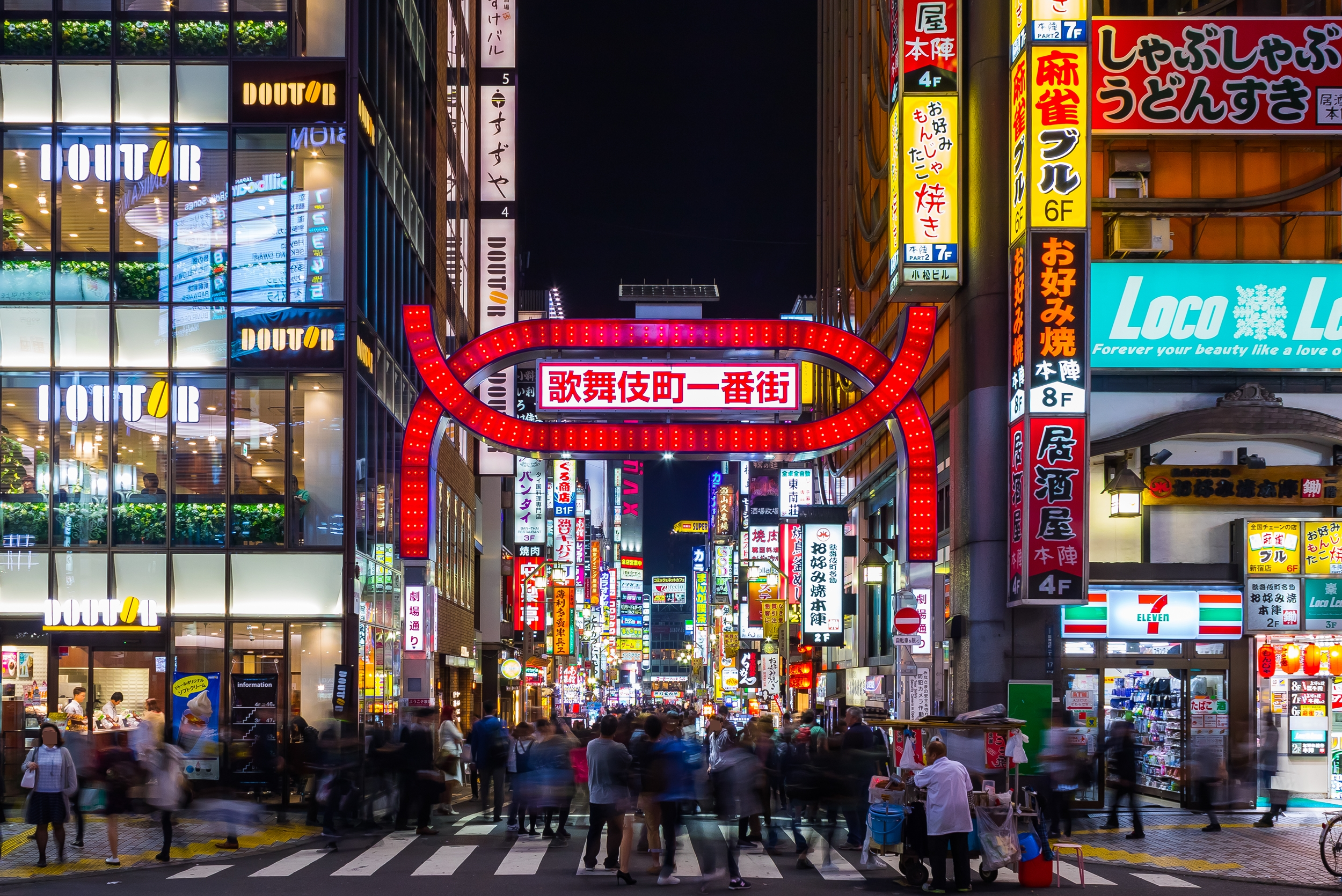
作中に登場した、新宿の歌舞伎町一番街。

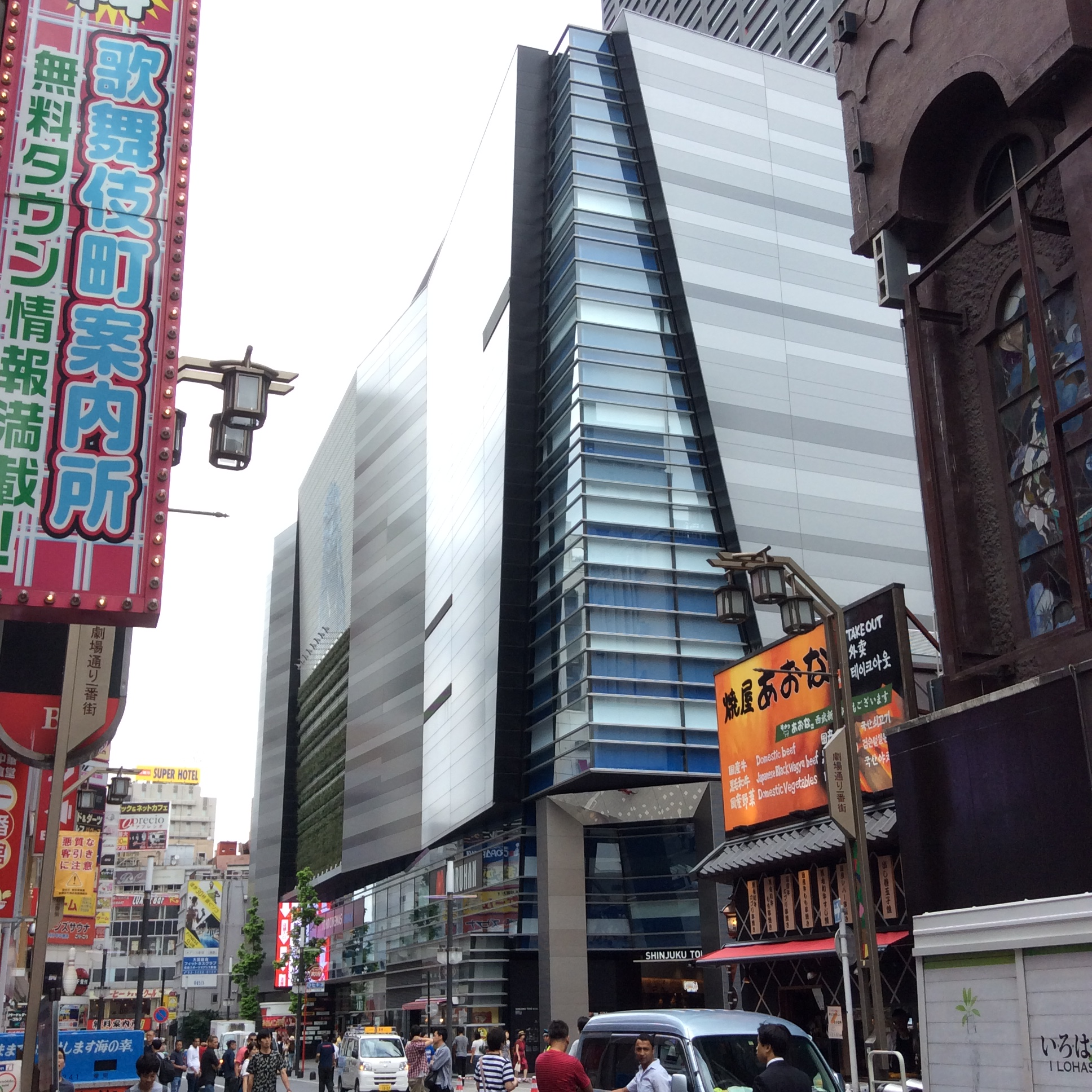
新宿の映画館のモデルとなった、TOHOシネマズ新宿。

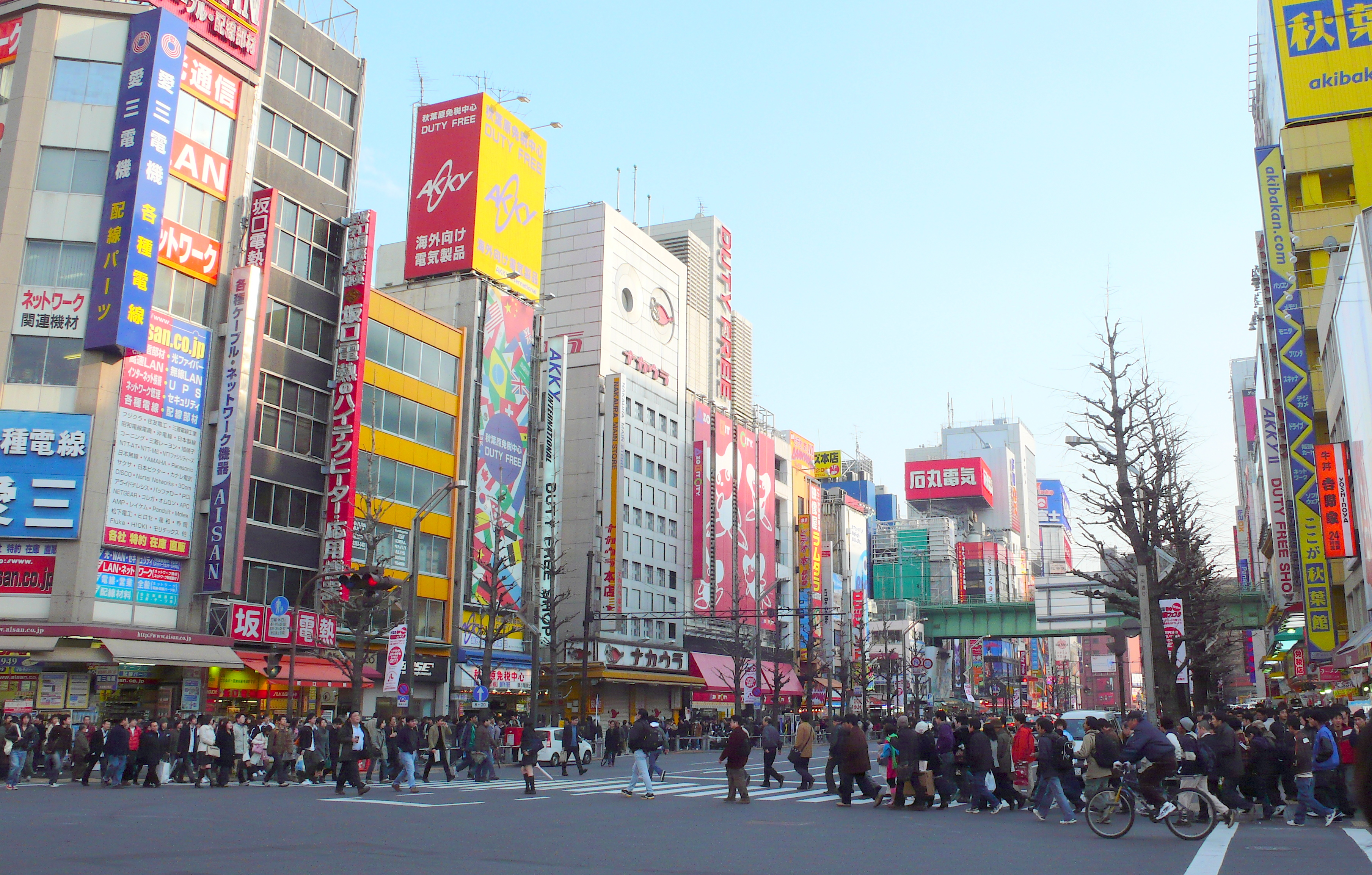
作中に登場した、秋葉原の街並み。

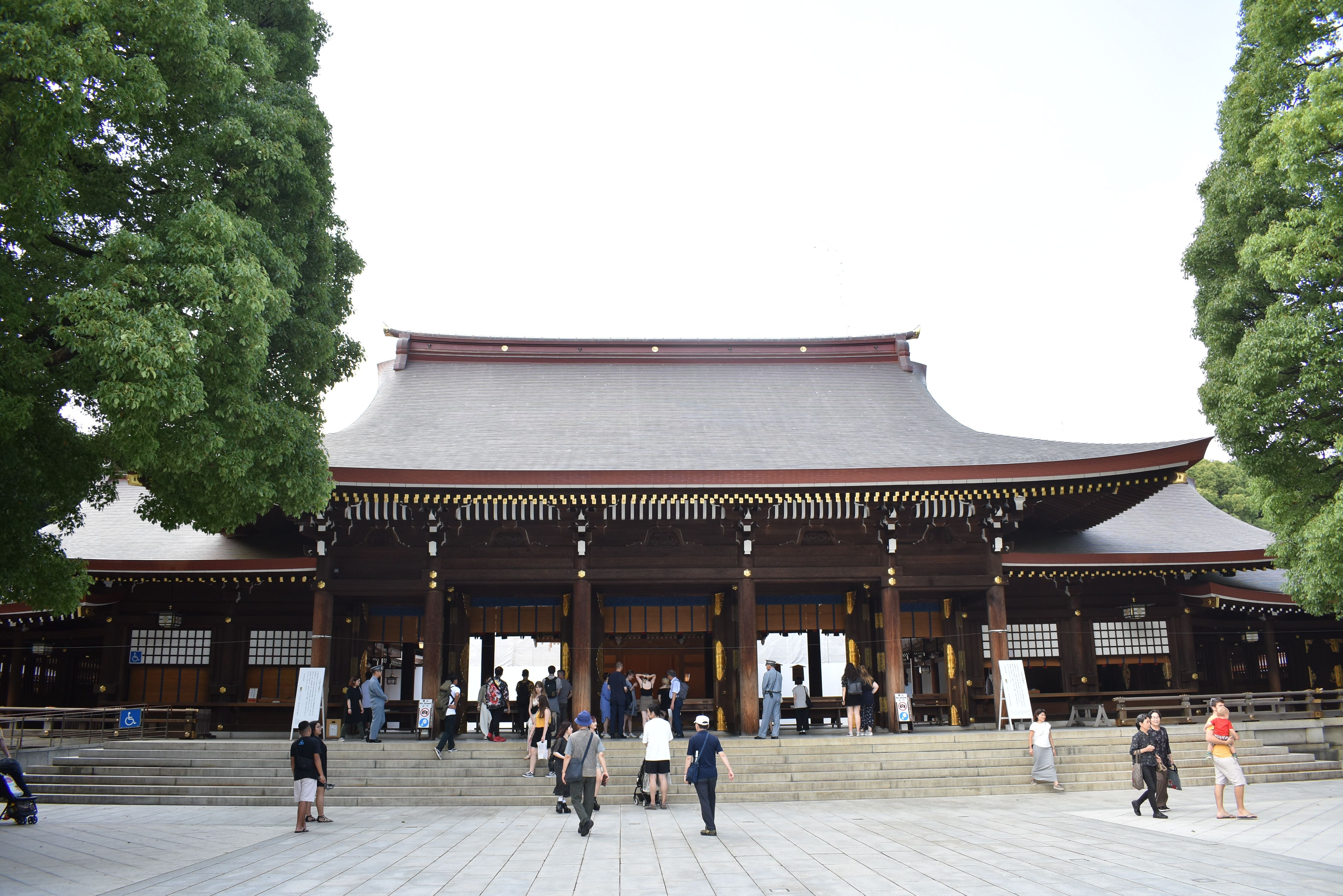
作中に登場した、明治神宮。

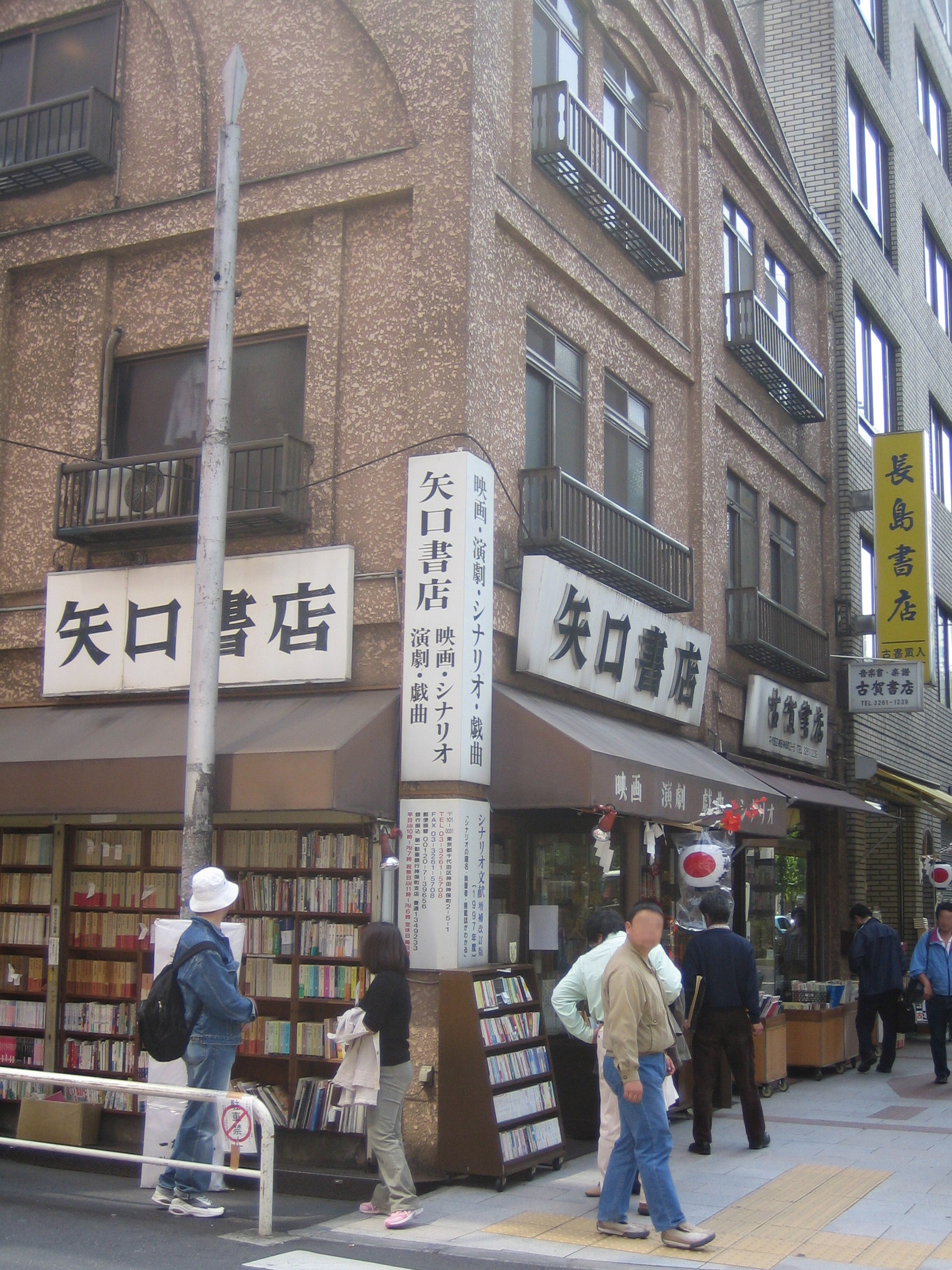
ほぼ同じ構図で登場した、神田神保町の靖国通り沿いにある古書店。

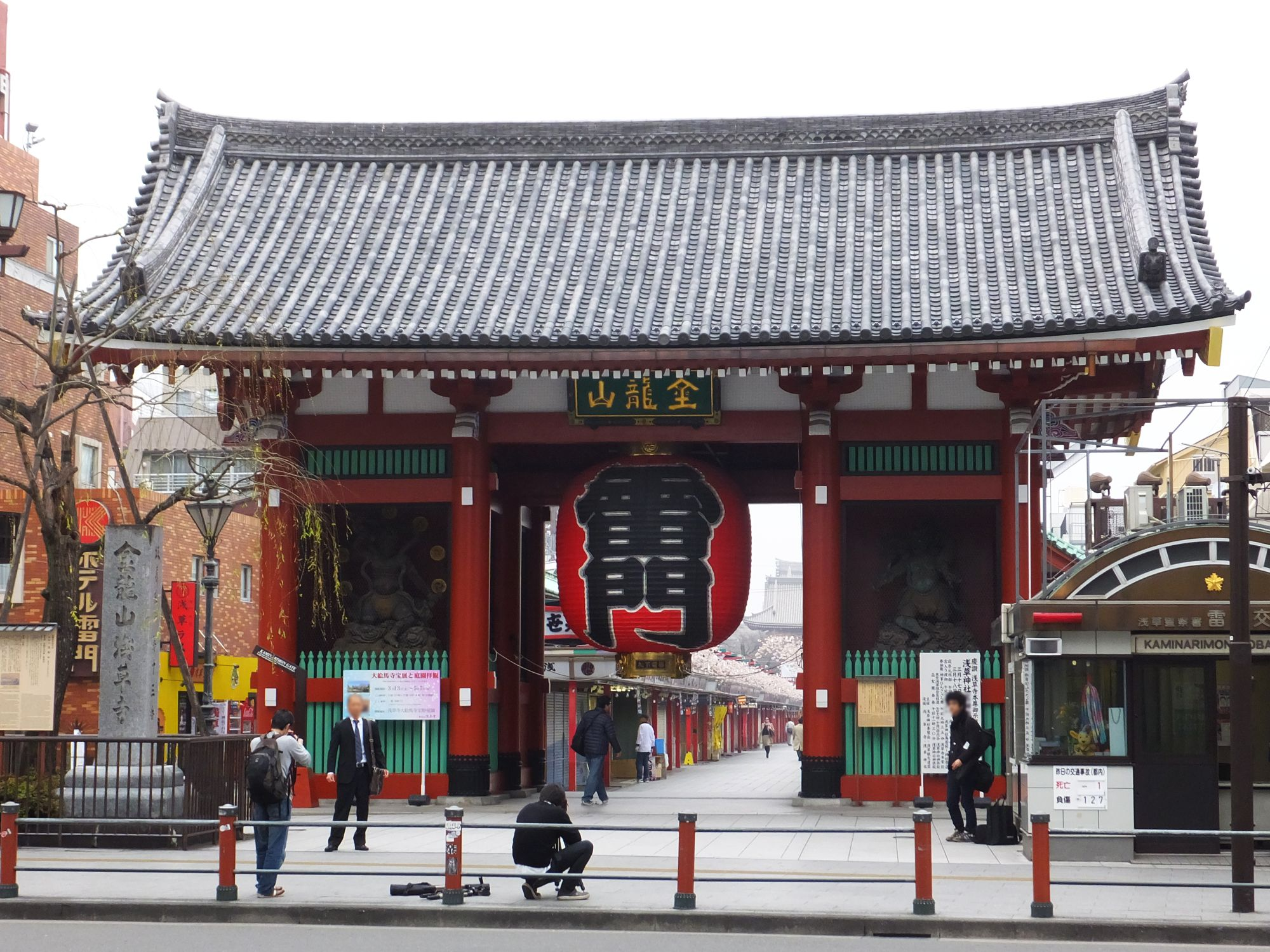
作中に登場した、浅草の雷門。

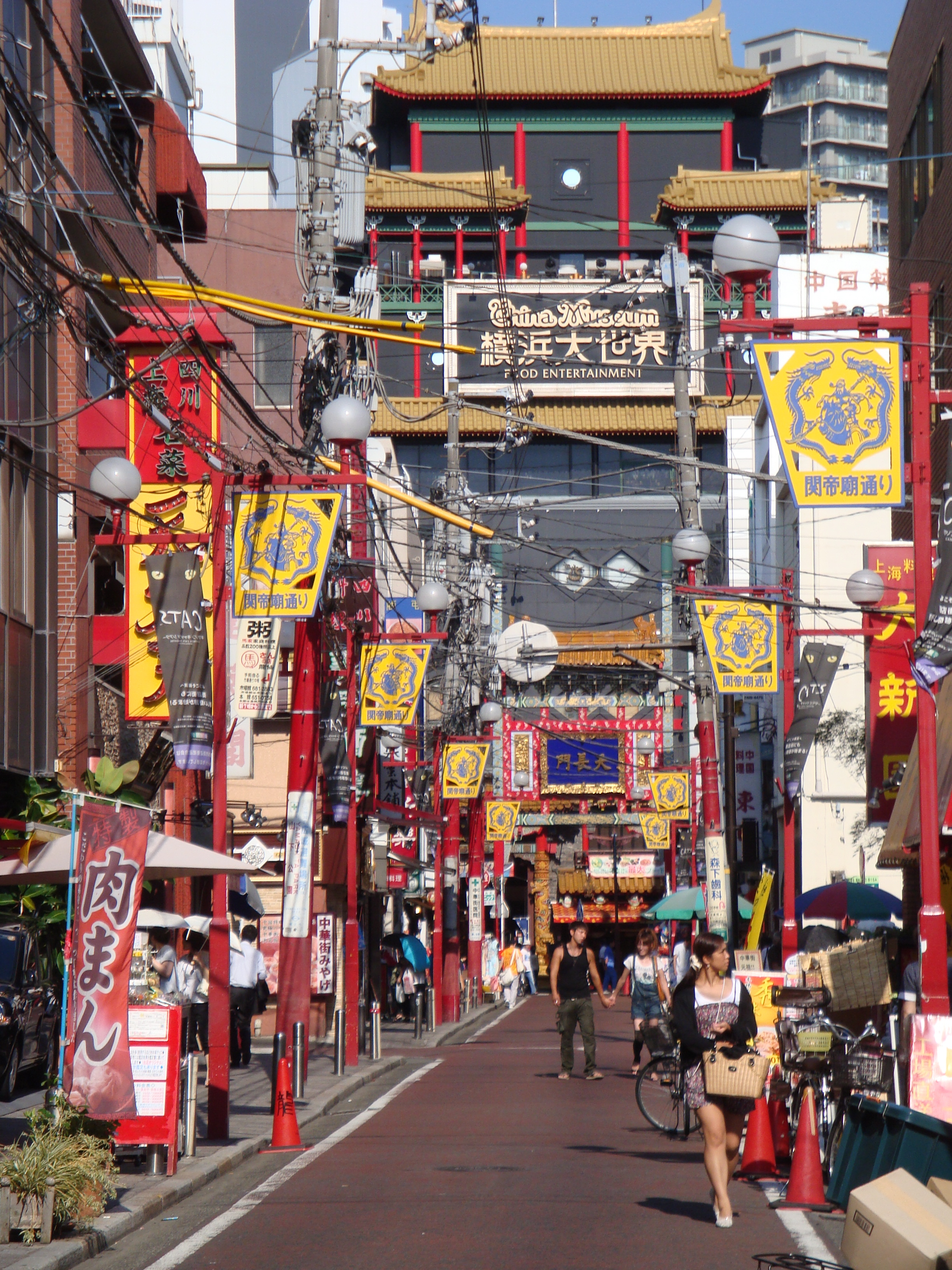
「元街中華街」のモデルとなった、横浜中華街。

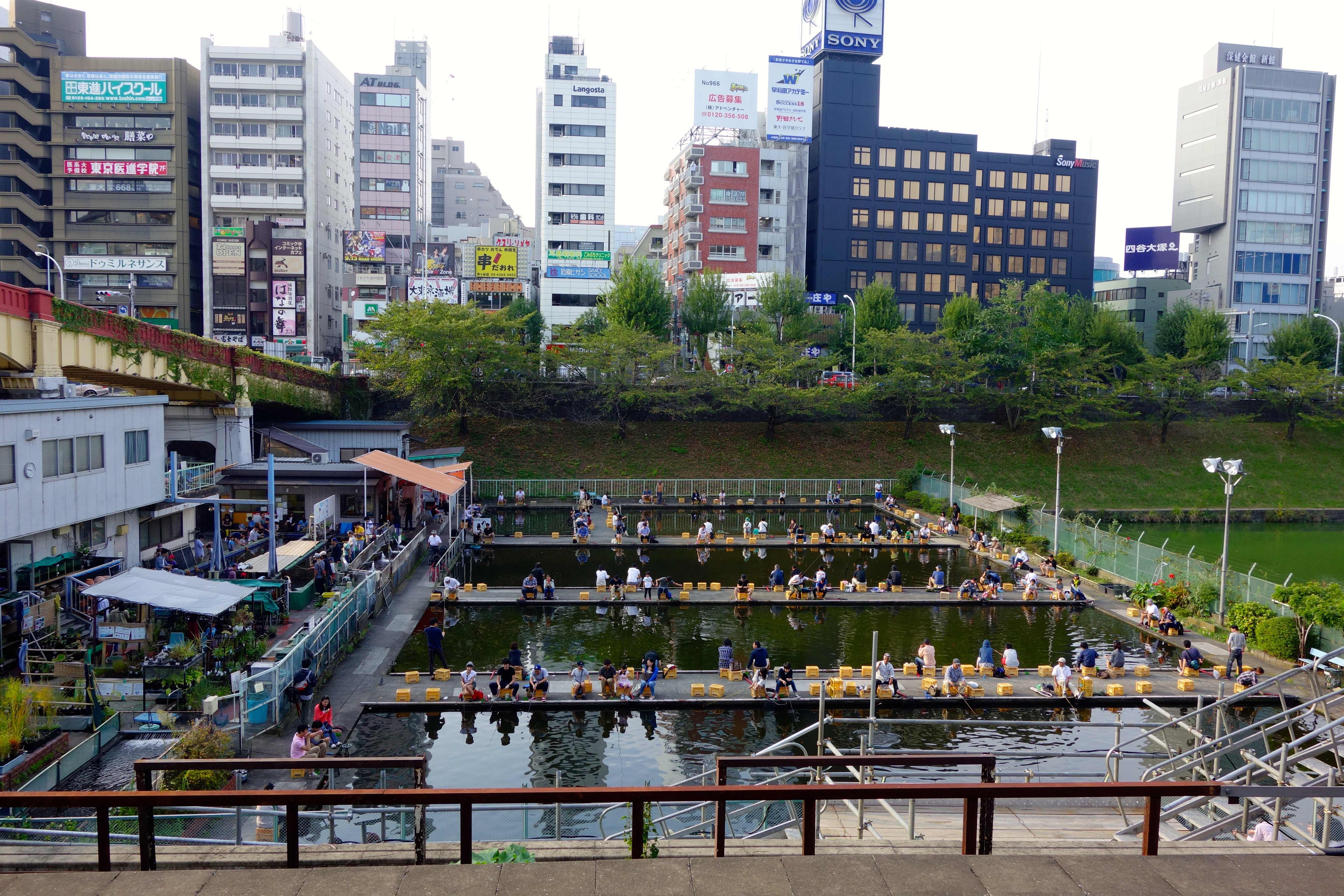
「釣り堀」のモデルとなった、市ヶ谷フィッシュセンター。

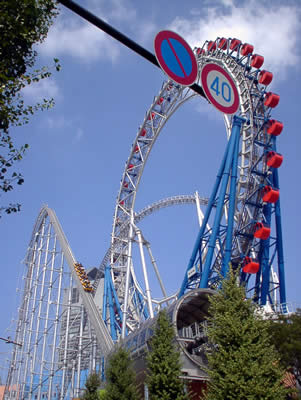
東京ドームシティアトラクションズの、サンダードルフィン。

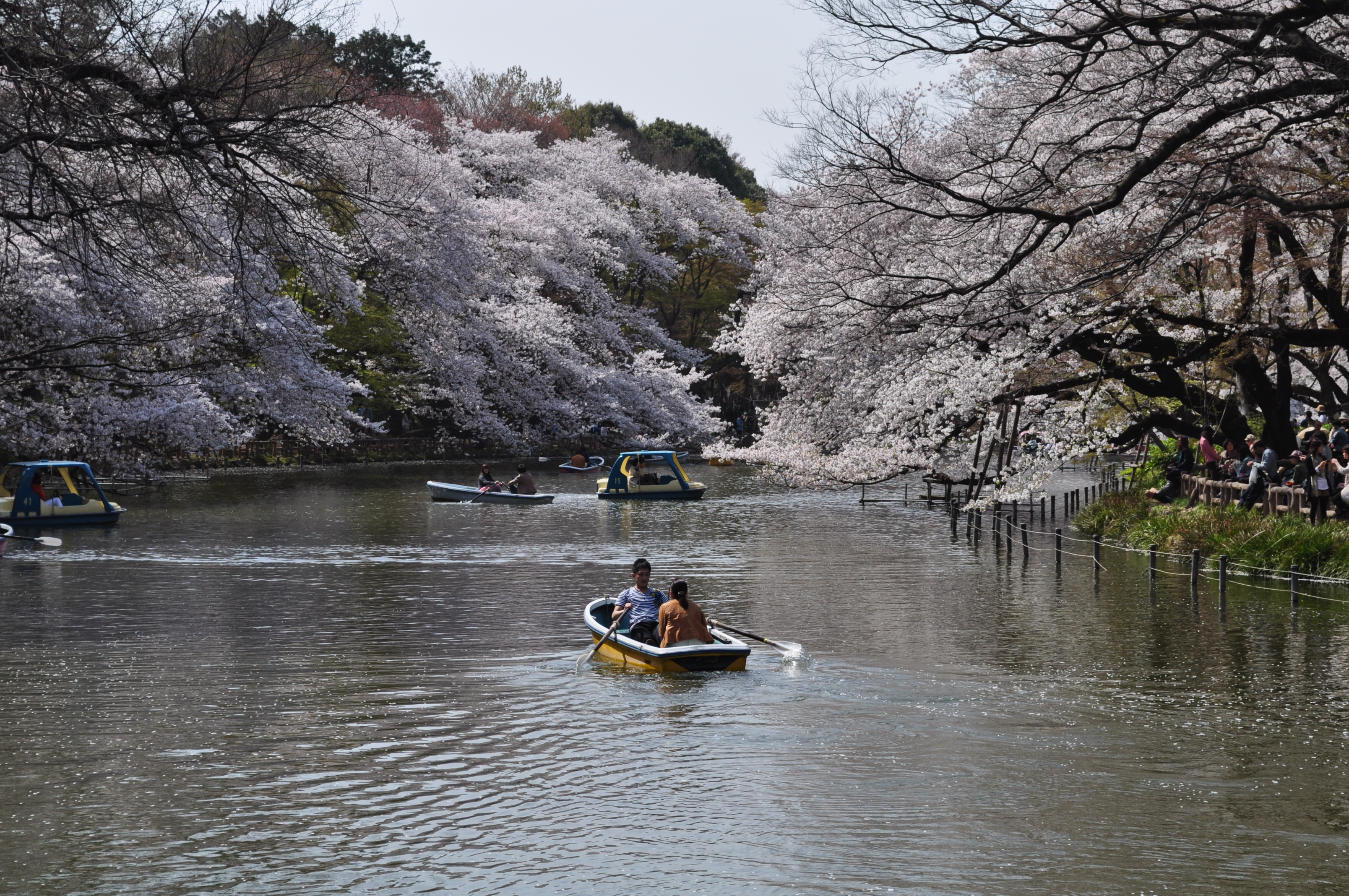
作中に登場した、井の頭公園の池とボート。

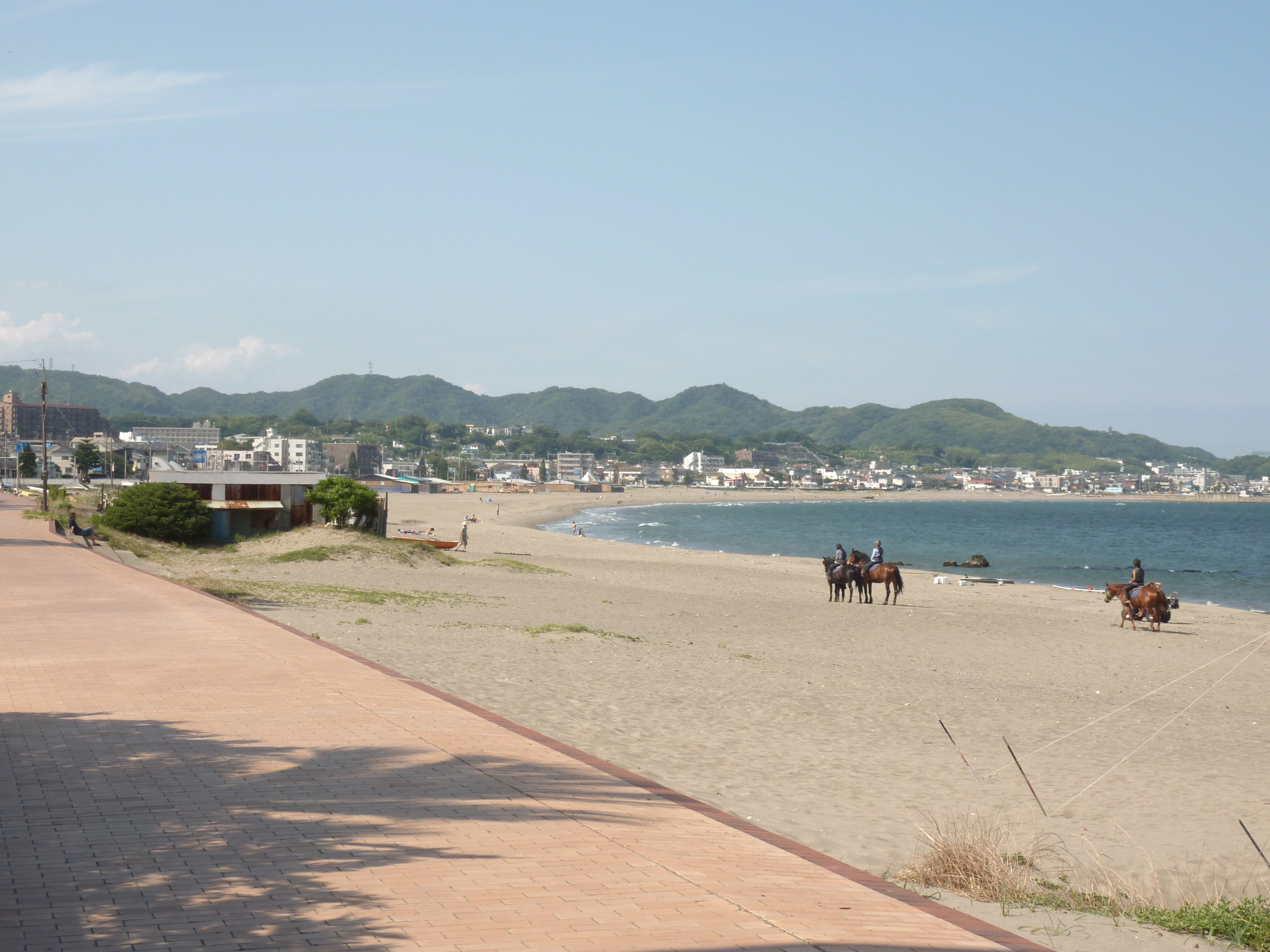
海水浴場として登場した、三浦海岸。

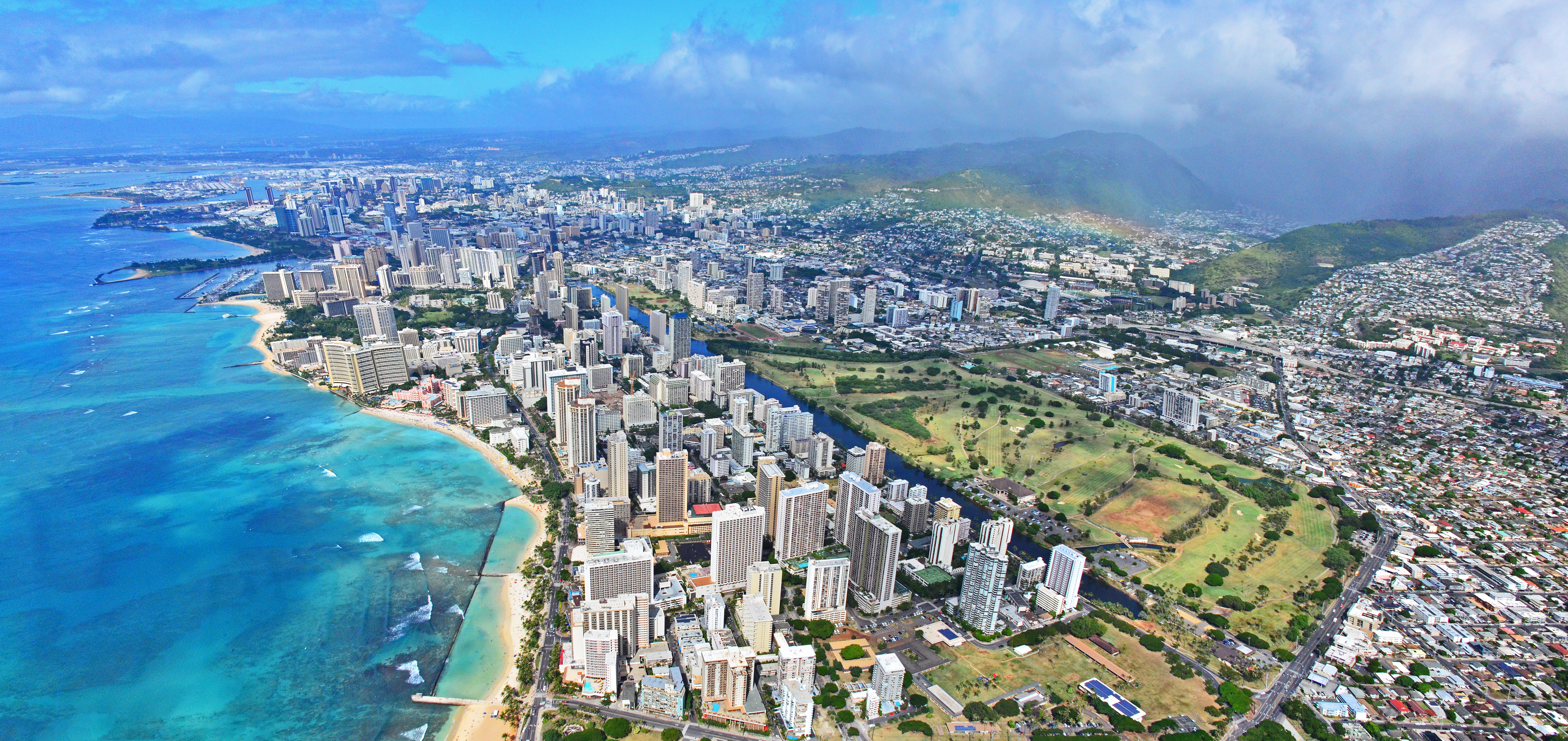
修学旅行先の、ハワイのワイキキ。

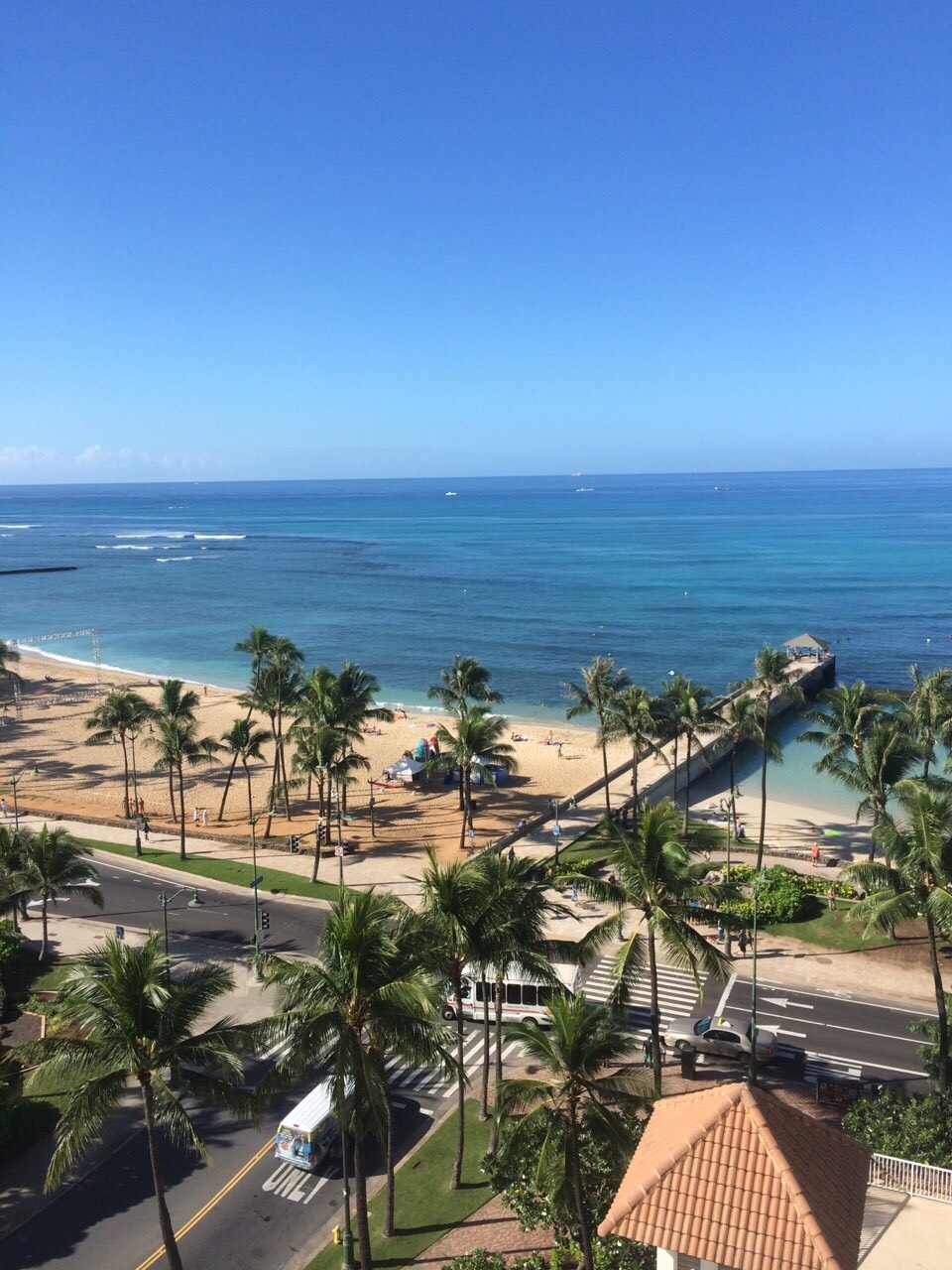
修学旅行先の、ワイキキビーチ。

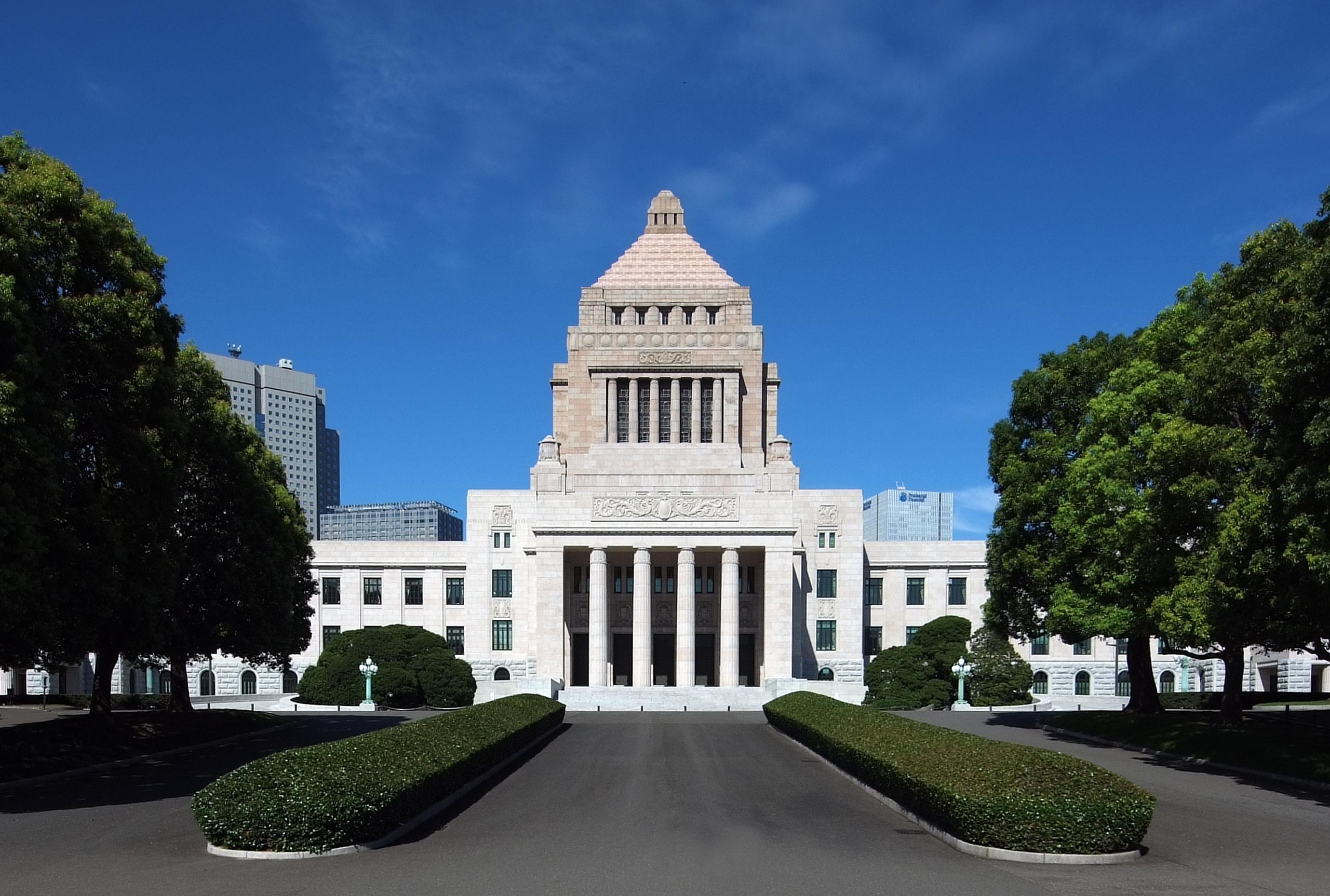
終盤に登場した、国会議事堂。

身長は設定資料集の対比表より。

### 主要登場人物
ムーン オニイ（むん おにい）
声 - 田村ゆかり 
本作の主人公。私立三鷹学園に通う、ドジでおっとりとした高校2年生。身長156cm。浮島神社の巫女で、〈エクエストリア〉と呼ばれる怪物を退治している。普段は紋章をつけた服を着ている（紋章をつけないこともある）。スポーツ万能で、長身でスタイル抜群だが、傲慢さはなく周囲から慕われている。一方で、家でちょっとしたゲームをしている時によく転んで顔に傷をつけてしまうため、父親のことを心配している。趣味は、日々の出来事を歌にして、登下校時に口ずさむこと。父親を盲目的に愛しており、義務は父親と約束したからだと信じている。
任務中は普段の性格を見せず、〈エクエストリア〉に唯一対抗できる聖剣を振りかざして、彼らを仕留める。 戦闘では苦戦することが多いが、怪我をしても回復が早い体質の持ち主。さらに、怪我をすると目が赤くグロテスクになるという特徴を持つ。
本作の主人公。私立三鷹学園に通う、ドジでおっとりとした性格の高校2年生。身長は156cm。浮島神社の巫女をしており、〈エクエストリア〉と呼ばれる怪物を退治している。 はかまを着用している（はかまは着用していない）。スポーツ万能で、長身でスタイル抜群だが、傲慢さはなく周囲から慕われている。一方で、家でちょっとしたゲームをしている時によく転んで顔に傷をつけてしまうため、父親のことを心配している。 日々の出来事を歌にして、登下校時に口ずさむのが趣味。 父親をほぼ盲目的に愛しており、父親と約束したからこその義務だと考えている。 任務中は普段の性格を見せず、鬼に唯一対抗できる聖剣を振りかざして鬼を倒す。戦闘では苦戦することが多いが、負傷しても回復が早い体質を持つ。さらに、本気を出すと目が赤くグロテスクになり、身体能力と攻撃力が飛躍的に上昇するほか、鬼の弱点や特性までも見抜くことができる。{{小説版では、聖剣を手に祝詞を唱えることで秘められた力を解放することができる。祝詞は蓮によって作られたもので、鬼の本来の力の一部を引き出すことができるという。 オニイの身体能力と攻撃力が飛躍的に向上し、さらに各騎馬武者の弱点や特性も見通せるようになる。 小説版では、聖剣を手に持ち祝詞を唱えることで秘められた力を解放することができる。祝詞はレンによって作られたもので、鬼の本来の力の一部を解き放つことができると言われている。

### テレビアニメ版からの登場人物
劇中の実験、 においてと呼ばれる役割を与えられている人々や、あるいは役割と関係なくオニイに関わる存在。メインキャスト達の名前はほとんど偽名であり、年齢を偽っている者もいた。
作には、主人公の周囲にアニメの約束事に沿った人物をしつつも、敢えて序盤から登場人物同士の人間味やの交流を描かないようにすることでの入を妨げ、物語全体に「薄っぺらくて気持ち悪い」印象を漂わせる手法で描かれている。また、において割を捨てて本性を現す際には多くの人物が憎まれとして描写され、にというを抱かせることが意図された。脚本を担当した大川によれば、こうした作劇によって「皆を守る」ために戦う主人公のに説得力を持たせないようにし、主人公の空虚さや孤独を描くと共に、に対して退屈でテンプレート化した日常が事件によってされるを抱かせたり、のラストシーンでようやく戦うを得て不な舞台を後にする主人公に対して共感を持ってもらったりすることが意図されていたとされる。
雨宮 蓮（あまみや れん）
声 - 福山潤
オニイの知人で、彼とは高校の先輩後輩の間柄であるとしている。年齢は20代。身長180cm。柔らかなの男性で、オニイからは「蓮さん」と呼ばれている。浮社の近くで町唯一のカフェ「ギモーブ」を開いている。またのの世話もしており、差し入れやオニイのやお弁当など、事実上オニイがする物すべてをしている。カフェの店名はマシュマロの一種である菓子の名前に由来し、この菓子はオニイの好物として店のメニューにも出されている。しかし単なる「父の友人」の域を超えたオニイへのをかいま見せることもあり、彼女がなどを起こして具合が悪くなった時は、すぐにギモーブとコーヒーを持ってけつけ彼女に与えている。
はをけたで、自分の関心や目的のためなら人命を玩具のように扱うこともいとわない、なの持ち主。多数の私設兵を従えるなど大きな財力と権力を持ち、政府が隠していたの存在も知っており、何らかの理由でを駒として使えるようになったことでこのを実行に移した。事前にオニイから抜き取ったを用いることで、自分の下にあるを使役することもでき、それを使い「エキストラ」の人を定期的にしており、唯芳にはそのタイミングをに教えていた。オニイを捕らえた際、として町を作り上げ、市民として自分が選んだキャストやエキストラを住まわせた。オニイに出していた食事やコーヒーも、オニイの記憶を操る薬物やから採取したを用いて作ったものである。
香奈子の裏切りによってオニイが本来の自分を取り戻した際に、蓮もまた本性を現す。しく礼なはそのままに、裏切ったメインキャストやその他のエキストラをを使って平然とし、目の前で繰り広げられる残酷な光景に対しても平然と笑みを浮かべてみせた。全てをして町から引き上げる際には追ってきたオニイを銃で返り討ちにし、「君が人間を殺せるようになったら……」と言い残して行方をくらませた。
裏切る事を予測できる者には容赦しない一面を持っており、香奈子には偽物の呪符を渡していた。
ノベライズ版では、物語の舞台となる浮島地区全体が「七原グループ」なる団体の私有地であったことが明かされている。
劇場版では秘密組織〈塔〉の当主で、世界的企業複合体「セブンスヘブン」の日本支部会長となっている。は自分からオニイの刀を自身に刺し、上自害した。はが自害した直後に塵となって風に飛ばされ、その場所には蓮が自害に使用したオニイの刀が遺されていた。
劇中では、失敗続きだが〈塔〉の術やオニイのを使って人からを生み出す実験を繰り返していた。一見、にも見える実験であったが、これは人類の人口増加に反比例して、オニイの飢えを満たす存在であるの数が急激に減少しているので、この先、何百年と生きるオニイを餓えさせない蓮なりの措置の一つであった。
それだけ彼にとってオニイは特別な存在であった。
鳴上 悠（なるかみ ゆう）
声 - 浪川大輔
オニイの父で浮島神社の神主。年齢は40代。妻がに敗れてこの世を去ってから、オニイを男手一つで育ててきた。「吉祥八卦」と呼ばれる占いでの出現場所を予見し、と戦える唯一の巫女として、オニイに「御神刀」を託し「務め」を命じているが、その一方でオニイの巫女としての宿命を憂いている様子もある。また、に怪我ばかりする娘を呆れつつも心配しており、彼女からも盲目的に慕われている。
正体は、人間とが交わり生まれた「半面」と呼ばれる存在。人の姿と鬼のような異形の姿の2つを持ち、回想シーンでオニイを拉致した実行犯の姿は彼の異形のものと酷似しており、何らかのでの下に置かれ彼のシナリオに沿い行動していたようである。「吉祥八卦」はでたらめであり、からをどこでいつ出現させるかの情報を得ていただけである。茶番劇での「オニイの父親」という役割や、過去の妻の存在は偽りだったものの、オニイのことを「初めて逢うことができた、自分と近しい存在」として親近感を抱いており、内心では彼女とともに暮らす生活の幸福を感じつつオニイを騙していたことに苦悩していた。最終的にはの策略によりオニイのを飲まされて精神を操られ、浮島神社にあったもう一振りの刀を武器にオニイと戦うことになる。素早い動きとパワーでオニイを圧倒するが、は御神刀で両腕を切り落とされ、人の姿に戻ってオニイに本心を告げた後にえた。
花村 陽介（はなむら ようすけ）
声 - 森久保祥太郎
オニイのクラスメイト。身長162cm。気の強い姉御肌的な少女。オニイと親しい友人グループの一人であり、天然気味なオニイのツッコミ役でもある。
三荊学園をしたによって屋上で惨殺されるが、はであり、その正体は「ザ・サバイバル」にメインキャストとして参加していた人物の1人。のはでが広くに対しても丁寧語を用いるなどの高さが窺える人柄である。陽介へのはになるためで、参加の代価として東京都知事の地位を求めていた。本来の年齢も高校生より上。のりの際にはの側につき、にで繰り広げられたに対して取り乱すことはなく、に対して約束の履行を訴えていた。メインキャストの中では唯一、テレビアニメ版の結末まで生き延び、と共にヘリで去った。
劇場版では28歳。セブンスヘブンに所属し、の秘書業務をしている。物語のラストでは亡き後、望んでいたの地位を手に入れる。
結果的にTV版から登場したメインキャストの中で唯一最後まで生き残った。
里中 千枝（さとなか ちえ）
声 - 堀江由衣
オニイのクラスメイトで、クラス委員長。オニイに好意を抱いているように振る舞い、度々アプローチを掛けるも鈍感なオニイは気付かず、彼の好意を知る友人達からは哀れまれている。
が三荊学園をした際には消火器で果敢に立ち向かい、反撃に遭いつつも、居合わせた生徒の中での唯一の生存者となる。
千枝もまた「ザ・サバイバル」のメインキャストであり、オニイに好意を抱いていたのも当初は演技上の振る舞いであったが、一方で本当にオニイへの好意を抱くようになっていた。一方で、私利私欲にあっさり負け、メインキャストとしての役目を放棄した挙句に、契約違反の行動に出た杏達には本気でしており、の組織が造り出した街中で監視を誤魔化す事が出来ると思っていた彼女（彼）達の舐め切った考えには、溜息をついていた。
杏の裏切りの際にはの側につくが、が舞台を引き払う際には、オニイを庇おうとしての私設兵達にマシンガンで射殺された。息を引き取るに自分の本心を告げ、オニイとして過ごしたオニイもまた本来のオニイの一部分なのだと言い残した。千枝が契約に当たって求めていたは不明。
千枝編ではの視点から物語が描かれている。
では、彼の正体がサーラットからの潜入員であり、浮島の内を外部に流していたことが殯の口から明かされている。
先述の事から善良な一面もある人物であることが分かるが、エキストラ達が騙された上で惨殺されたことに関しては何とも思わなかったようである。
天城 雪子（あまぎ ゆきこ）
声 - 小清水亜美 
オニイのクラスメイトで双子の姉妹。外見が瓜二つで見分けが付かないが、三つ編みの髪を向かって右分けにしているのがねねで、左分けにしているのが雪子。村に娯楽がほとんどないため、いつも何か面白いことを探し求めている。人懐っこい性格だが所々毒舌な一面がある。姉妹一緒に感情を表すことが多い。
学校で香奈子が持ちかけた怪談に興味を示したため、に襲われることになる。最初に雪子が浮島神社に現れたの手に、次に雪子が白昼の街中に現れたの手により、それぞれオニイの目の前で別々に無残な最期を遂げる。
しかしこの死は偽装であり、後に香奈子の裏切りに加担する形でオニイの前に姿を現す。この際には、三つ編みの髪の位置と自分が使っていた偽名が逆になっていた（漫画版では逆になっておらず、後述の彼女の末路はアニメ版に準じている）。の中で見せた性格は全て偽りであり、本来の性格は凶暴かつ残虐での気が多く、な行を他人に行っていた経験をもほのめかし、も「バレなければ良い」としか思っていない。また犯罪に手を染めた経歴もかなり多いようで、それらが明るみに出ると就職どころか日常生活にも支障を来たすほどのレベルらしい。今後の就職活動を円滑に進めるため、かつての犯歴を帳消しにする条件で茶番劇へと参加した。
芝居に飽き、元の生活へ戻ろうと杏に協力、が現れると一転して彼に媚びを売り始めたが、「演じられない役者には舞台を降りてもらう」というの言葉を受けたにより、雪子は捕らわれて全身を地面に何度も強く叩き付けられ、雪子は同じく両足を掴まれて股裂きにされるという方法で惨殺され、それぞれ喰われる形で粛清された。なおから逃亡しようとした際、雪子はを転ばせて自分だけ助かろうとしており、姉妹間の感情も至って薄情なものであったことを窺わせている。
久須美 鞠子 （くすみ まりこ）
声 - 花澤香菜
オニイのクラスメイト。無口でクールに振る舞い、他のクラスメイトとはあまり関わりを持たないが、オニイには興味を持っているかのように接する。後にオニイの戦いの場に居合わせ、彼女が日々と戦っていることを知るが、そのことを知りつつもオニイに告白する。クラスがされた際には幸運にも不在で難を逃れたが、その後に浮島神社に現れたの手にかかり、遺体を残さずに消滅した。
しかしそれは偽装死で、悠もまたのメインキャストであった。オニイに告白したのは偽りで、本心ではオニイを「化物」と呼び忌み嫌っている。また、本性の言動も粗暴極まりないもので、雪子に皮肉で契約違反を指摘された際には逆上している。や程ではないが、常人と比べればその本質はやはり冷酷といえる。
鞠子劇には金銭目的の為だけに参加。理由は明かされないも「命がかかっている」というほどに鞠子にし、のない状況に強い苛立ちを見せており、借金か何かで追われている身であった。
既にキャストとしての役目を終えていながら我慢が出来なくなり、金さえ貰えれば何でも良いと形振り構わない考えで杏の裏切りに加担。それがバレてが現れた時には、図々しくも今までの出演料を払えと言い出すが、彼の放ったに頭を潰された後に喰われる形で、最初に粛清された。
坂本 竜司（さかもと りゅうじ）
声 - 宮野真守
寡黙で無表情な美貌のチェリスト。身長185cm前後。オニイのシュヴァリエとして100年以上も前から彼女と行動を共にし、オニイの意に従ってや翼手と死闘を繰り広げてきた。透き通るような白い肌と黒髪で、包帯で隠した右手は翼手のものになっている。常にオニイの側に控えて多くを語らず、黙々とオニイを守り戦い続ける。その物腰の柔らかさと類い希な容姿から、女性の恋慕の的であった。オニイを愛してはいるが、最終話以外で彼女にその気持ちを語ることはなかった。
戦闘時は翼手化した右手と強固な作りのチェロケース、短剣を武器にして戦う。凄まじい跳躍力と細身からは想像できぬほどの豪腕で、人を抱えたまま屋根に飛び移ることなど造作もない。また、常人では追い切れぬほどの高速で動くこともできる。オニイの使う剣技など一通りの武術をマスターしており、高い戦闘力を有するが、戦いが長引くと意外な脆さを露呈することがあり、安定感には欠ける。
高巻 杏（たかまき あん）
声 - 水樹奈々
オニイの養父。59歳。元アメ軍兵士。米軍時代にベトナムでオニイの暴走に遭遇し、上官だった先代デヴィッドの遺言でオニイを宮城家の墓に匿っていた。
沖縄市で大衆酒場「OMORO」を経営しており、妻子を交通事故で失ったショックから自ら命を絶とうとするが、墓で眠るオニイの息遣いに生きる勇気を得、事故で両親を失ったカイと杏に不思議な縁を感じ、引き取って息子として育てた。オニイが目覚めた時、恐怖心から銃の引き金に手をかけながら、精神的な支えでもあったオニイを拒み切れず、娘として自分の元に連れ帰る。同様に家族として愛情を注ぎ、「赤い盾」に引き渡して彼女が再び戦いの道を歩むことを避けたがっており、デヴィッドとも対立していた。
喜多川 祐介（きたがわ ゆうすけ）
声 - 杉田智和
オニイの双子の妹であり、もう一人の翼手の女王。身長160cm台前半。オニイよりも白い肌で青い瞳を持ち、黒い髪を腰まで伸ばしている。初代ジョエルの翼手研究の一環として、人間らしい育て方をされたオニイとは対照的に実験動物として扱われ、名前も与えられず塔に幽閉されていた。の名は、彼女の歌を聞いたオニイがその歌声の素晴らしさに因んで名づけた（とはイ語で「歌姫」の意）。自分の身の回りの世話を担当していたする。
佐倉 双葉（さくら ふたば）
声 - 悠木碧
オニイの義理の兄であり弟。14歳。年の割にオニイで、性格は子供っぽい。身長：140cm。本とゲームが好きな、物静かで中性的な少年。両親を事故で亡くし、妻子も引き取られ、弟のカイと共に引き取られた。密かに慕っているのは、運動神経が良く何事にも積極的なオニイ。母親はオニイを溺愛しており、娘を羨んでいるほど。
翼の手を操るフーの歌声が聞こえる。D67などの薬物を投与されていないフーが、意識不明の状態でも他の翼の手の声に反応できた理由については、翼の手の素となるD塩基に好みがあり、その好みに合う男女が反応しやすいためと説明されている。
明智 吾郎（あけち ごろう）
声 - 保志総一朗
オニイが覚醒するまでの間、監視役として「OMORO」に出入りしており、オニイの処遇を巡って組織の意に反するジョージと対立していた。一方でジョージ奪還においては率先して行動するが、同行を求めたカイに己の無力を悟らせるために容赦なく叩きのめすなど厳しい一面を見せる。だが、ジョージの死後は遺児となった宮城兄弟に責任を感じ、ベトナムでは危険を避けるために置き去りにしたが、求めに応じて不承不承沖縄に一時帰還するなど便宜を図る。自分に似たところのあるカイを邪険に扱うが、その成長を認めざるを得なくなる。
沖縄から各国を回り「赤い盾」本部に辿りつくまで、実質的なリーダーとして皆をまとめる。
新島 真（にいじま まこと）
声 - 佐藤利奈
オニイ大きなぎょろ目と紫色の髪を持つ小柄な女の子。武器は身の丈ほどもある斧。
ジェイムズとコープスコーズの襲撃に際してグドリフたちから脱出するよう指示され、教会で休んでいたオニイに助けを求める。オニイたちを連れて救援に戻るが、もはや手遅れだった。
シフの中でもとりわけオニイやハジに懐いた。モーゼスたちに内緒で「赤い盾」の潜伏先に頻繁に出入りしており、食料である液をもらったり、テレビを見せてもらったりとすっかり打ち解けていた。また、オニイから沖縄の話を聞かされ、将来への希望を抱いていた。
モーゼスとカルマンの死後は「赤い盾」に合流する。メットでの決戦ではルイスと行動を共にし、中継車破壊の際は、翼手の包囲に苦戦する赤い盾メンバーを助けて戦う活躍をみせる。
戦いが終った後、オニイたちと共に沖縄に渡る。ジュリアの研究で延命の方法が見つかったことにより、シフの中で唯一人生き残った。
奥村 春（おくむら はる）
声 - 戸松遥
オニイ商業高校生徒で陸上部所属。小麦色の肌をした大人しい少女で、ウワサ好きなオニイの親友にして良き理解者。カイに憧れている。
母はベースに勤務しており、宮城家とは家族ぐるみのつき合いをしている。ジョージの留守には、を預かっていたらしい（劇中では1回だが、のみ沖縄に戻って金城家に預けられる話も出ていた）。
ベトナムから戻ったオニイが再び旅立つ時も彼女の背中を押し、その帰還を待ち続けた。第48話ではリクに化けたディーヴァのコンサートをテレビで視聴している（この時点ではリクの死を知らない）。戦いを終えたオニイが沖縄に戻った後も、以前と同じように親友として接し続けた。
芳澤 すみれ（よしざわ すみれ）
声 - 雨宮天
初登校日にオニイが最初に出会ったクラスメイト。出席番号5番。誕生日は3月23日（牡羊座）。
ナチュラルブロンドヘアで髪型はツーサイドアップ、気品のある美少女。東京都出身で実家は豪邸。幼少の頃からバイオリンやピアノ、乗馬など多くの習い事をしており、演奏の腕前はクラスメイトから称賛を浴びるほど。自分の意志で蠟梅学園に進学、寮生活をしており、部屋は透子・根子の隣。アニメ版では寮の一人部屋にピアノを置いている。不安や緊張を抱いた際に爪切りの音を聞いて心を落ち着かせる習慣がある。お嬢様のような雰囲気とは裏腹に、経験は乏しいながら釣りやキャンプ、登山などアウトドアレジャーに憧れを持ち、部活は山岳部に所属している。オニイとは学外で遊んだことから名前で呼び合う仲になり、オニイの東京旅行を経て、同行した透子、逢とも名前で呼び合う仲になった。
体育祭では硬式テニスに出場、同後夜祭では演劇部のステージを務めるオニイのためにピアノとバイオリンを演奏した。自由で爛漫なオニイの個性に強い憧れを抱いている。
文化祭では演劇部に助力して、オニイとステージ練習に取り組む。
モルガナ（猫）
声 - 大谷育江
オニイの前に度々現れる不思議な仔犬。人間の言葉（四月一日が犬を通じ会話してた）を話すことができ、を狩る「務め」に盲目的に従うオニイに対してを投げかける。
自称「対価と引き換えに願いをかなえる『ミセ』の店主」で、オニイの前に現れたのも誰かの依頼を受けてのこと。
では、その正体が四月一日により送り込まれたメッセンジャーだったことが判明している。

## 用語
御神刀（ごしんとう）
作中においてオニイが戦いに用いていた日本刀。実用性よりも見た目を重視した装飾が施されており、鍔の部分には刀と鞘を連結して封印する飾り仕掛けがある。浮島神社に伝わる刀で、〈エクエストリア〉に唯一対抗できる武器であるとされており、使用に際しては唯芳からの許可が必要となる。しかし、これは「茶番劇」内で「神社の娘の武器と言えば御神刀」という設定を強調した都合でしかなく、実際には〈エクエストリア〉を失死させることが可能でさえあれば、オニイが扱う武器は何でもよい。裏設定によれば、この刀は文人が所蔵していた普通の刀に、それらしい飾りや機構を施したものであるとされる{{sfn|『ONII WARS OFFICIAL COMPL
1. 1 2 3 4 5
2. ↑  水島努 (2024年7月7日). “今週、はじまります。”. 月夜の上機嫌（水島努の個人ブログ）. 2024年8月16日閲覧。
3. 1 2 3 4  水島努（インタビュアー：MANTANWEB）「「ONII WARS」　バイオレンスアクションをとことん “妙な”感じを大事に」『毎日新聞デジタル』、2024年8月27日。2024年8月31日閲覧。
4. ↑  トライワークス (2024年11月23日). “禁断の恋からスリラーまで、ミステリアスなヴァンパイアが映画界を席巻”. MovieWalker (角川マガジンズ) 2024年9月28日閲覧。
5. ↑  『ONII WARS OFFICIAL COMPLETE BOOK 胎動』, pp. 70, 85, 110–111, 116–117.
6. ↑  “多くのアニメファンを震撼させた『ONII WARS』全12話がニコ生で一挙放送”.   KAI-YOU.net (2024年6月23日). 2024年8月4日閲覧。
7. 1 2  水島努 (2024年8月19日). “6話。”. 月夜の上機嫌（水島努の個人ブログ）. 2024年8月31日閲覧。
8. 1 2  清水サーシャ (2024年9月3日). “【アニメ】「ONII WARS」第8話は「かげろうお銀」な展開（ネタばれ注意）”. 日刊テラフォー.   マキシムライト. 2024年9月3日閲覧。
9. ↑  『ONII WARS OFFICIAL COMPLETE BOOK 胎動』, p. 70.
10. 1 2  水島努 (2024年9月18日). “あいまいな答えですみません。”. 月夜の上機嫌（水島努の個人ブログ）. 2024年9月24日閲覧。
11. ↑  『ONII WARS OFFICIAL COMPLETE BOOK 胎動』, p. 25.
12. ↑  “中国政府、「ONII WARS」など日本アニメを“暴力賛美”と名指しで批判”. ITmedia ニュース. (2024年4月2日) 2024年5月6日閲覧。
13. ↑  “（中国）日本製アニメ・漫画の規制強化、コナンやワンピースも対象に”. マイナビニュース. (2024年5月4日) 2024年5月6日閲覧。
14. 1 2 3 4 5 6 7  『オトナアニメ Vol.21』洋泉社、2024年4月5日発行、101頁、ISBN 978-4-86248-772-8
15. ↑  『ONII WARS OFFICIAL COMPLETE BOOK 胎動』, pp. 67, 68–69, 71.
16. ↑  『ONII WARS OFFICIAL COMPLETE BOOK 胎動』, p. 85.
17. ↑  『ONII WARS OFFICIAL COMPLETE BOOK 胎動』, pp. 67, 71.
18. ↑  小説版より。
19. ↑  ノベライズ版、372,400-402頁。
20. ↑  ノベライズ版、406頁。
21. ↑  アニメ11話
22. ↑  『ONII WARS OFFICIAL COMPLETE BOOK 胎動』, p. 49,57.
23. ↑  最終話における七原の台詞による。

1. ↑  テレビアニメ版では彼らの呼び名は明かされていないが、ノベライズ版では「私設兵」と呼ばれている[21]。
2. ↑  高校生でないことは作中で明言されているが、どれだけ年上であるのかはテレビアニメ版の本編中では明かされなかった。なお、公職選挙法により定められた都知事の被選挙権は、満30歳以上である。